# Gall háború
A gall háborút C. Iulius Caesar Kr. e. 58 és 50 között vívta kelta és germán törzsek ellen, főként a mai Franciaország területén. A harcok végére az egész térség behódolt Rómának. Caesar óriási vagyonra és támogatottságra tett szert, mely lehetővé tette, hogy legyőzze szövetségesből lett riválisát, Cn. Pompeius Magnust és életfogytiglani diktátorrá (dictator perpetuo) váljon.
Kr. e. 58-ban a helvétek törzse nyugatra kezdett mozogni, veszélybe hozva ezzel más közösségeket. Caesar benyomult a térségbe és legyőzte őket a bibractei csatában, ami után haza kellett térniük. Ezután Róma ottani szövetségeseinek védelme ürügyén megtámadta a Galliában élő szvébeket. Ariovistus királyuk vereséget szenvedett és visszavonult Germániába. A következő két évben felmorzsolta a belga és tengermelléki törzseket, melyek ellenezték autoritását. Eközben legátusa és a triumvir fia, P. Licinius Crassus lefegyverezte az aquitanus törzseket. Kr. e. 56 végére a Köztársaság népe elhamarkodottan már Gallia letérdelését ünnepelte. Caesar is másfele fordította figyelmét: hidat vert a Rajnán, hogy rövid időre átkeljen megfélemlíteni a germánokat, emellett kétszer is partraszállt a Brit-szigeten. Egyik helyen sem tudott tartós uralmat teremteni, pedig utóbbiban a helyiek Cassivellaunus király alatt egyesült erejét is felülmúlta, még a Temzénél is tovább haladva. Mint kiderült, Gallia felett sem volt még szilárd a hatósága, ugyanis a népségnek egyáltalán nem tetszett önállóságuk elvesztése. Kr. e. 54-ben a belgák Ambiorix vezetésével csapdába csaltak és egytől egyig megsemmisítettek másfél légiót. Egy másikkal kishíján ugyanez történt. A rómaiellenes Indutiomarusnak sikerült a saját közösségében döntő vezetést szereznie. Róma gyorsan újakat, még többet is állított az elvesztettek helyére. Caesar és kitűnő alvezére, T. Labienus sikeresen szembeszálltak az ellenállókkal: Indutiomarust levadászták, Ambiorix nincstelenné vált menekülés közben. Caesar visszavett kegyelmes attitűdjéből, népirtásokkal torolta meg a hűtlenséget. A függetlenségi mozgalom azonban Kr. e. 52-ben újra fellángolt Vercingetorixszel és az arvern törzzsel az élen. A gallok korai vereségei, mint Avaricum elvesztése csak kierőszakolták az összefogást. A gergoviai csatában elért jelentős győzelmük után a törzsek túlnyomó többsége, még az eddigi szövetségesek nagyrésze is, a rómaiak ellen fordultak. A döntő mérkőzés Alesia körül folyt. Caesar két falat építtetett, egyfelől a város ostromlására, másfelől a felmentősereg feltartóztatására. Katonái és erődítményei kiállták a két oldalról érkező rohamokat, így az éhező várvédők nem tudtak mit tenni: Vercingetorix megadta magát. Fontos csoportok még folytatták az ellenállást, de hamarosan az utolsó szikrák is kialudtak, Róma fennhatósága pedig konszolidálódott.
A háború eredményeképp a határ kitolódott a Rajnáig. Caesar hatalmas presztízst nyert és nagy vagyont halmozott fel. A következő évre a hadvezér politikai pozíciója súlyosan megromlott, mivel M. Licinius Crassus és Cn. Pompeius Magnus elvtársai közül Crassus halott volt, Pompeius pedig az optimaták unszolására azok mögé állt és elkezdte kiszorítani őt. Caesar, mielőtt helytartói megbízatása lejárt volna, harcedzett katonáit a Rubiconon keresztül átvezette Itáliába, ezzel kirobbantva a római polgárháborút és megszerezve magának az egyeduralkodói szerepet. Augustus császársága alatt, Kr. e. 27-ben Gallia provinciává vált, az ekkor született Római Birodalomnak rengeteg jövedelmet és több császárt adott.

## Ókori források

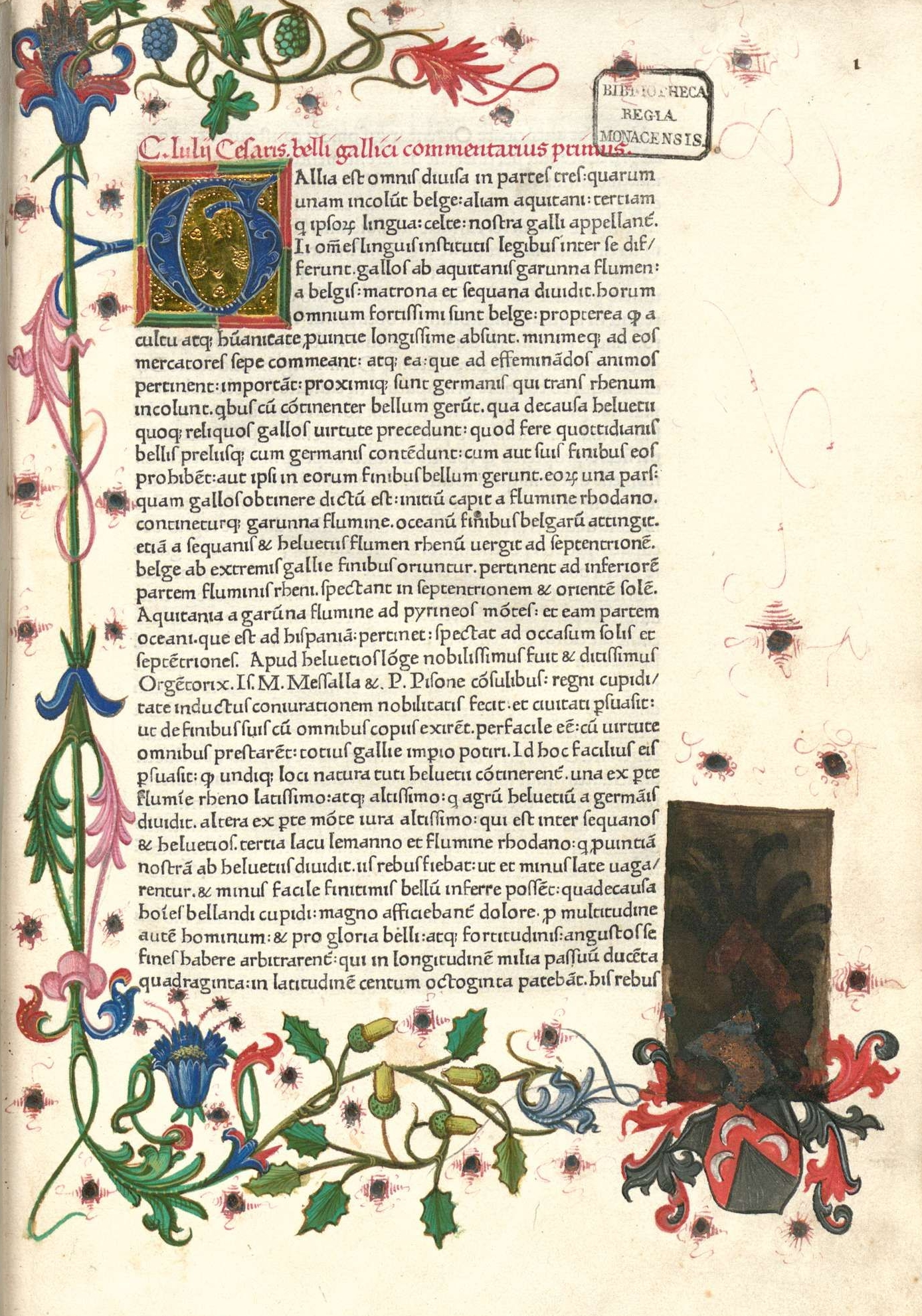
Első oldala Arnold Pannartz és Canrad Sweynheym 1469-es Rómában kiadott változatának a Feljegyzésekről

A legfontosabb forrás a galliai háborúról a Feljegyzések vagy Kommentárok Caesartól, azaz a Commentarii de bello Gallico. A mű Kr. e. 50-ben vagy később, a Commentarii de bello civilivel egyszerre került publikációra és nyolc könyvből áll. Az első hetet maga a hadvezér, az utolsót legátusa, A. Hirtius írta. A Feljegyzések szakszerű és lehetőleg igaz elbeszélése az eseményeknek közvetlen obzerválójuktól, aki egyes szám harmadik személyben hivatkozik magára. A hadvezér legátusaihoz írt levelei és a szenátushoz írt jelentései képzik az alapját. A kortársak általában pozitívan értékelték, dicsérve kendőzetlenségét. Az egyetlen fennmaradt kortársi bírálat C. Asinius Polliotól való, aki úgy vélte Caesar feledékenységből vagy szándékosan pontatlanul írt, noha lehet inkább a polgárháborúról szóló írásait kritizálta.
L. Cassius Dio, a Kr. u.-i 229-es év konzulja Római történelem című 80 könyves munkáját több, mint 20 évig írta. A maga korában ez volt a kanonikus mű. Hiteles és forrásai széles körből merítettek. Bár nem ad Caesar életpályájáról általános értékelést, olyan részleteket közöl, melyeket más íróknál nem találunk meg. A Plutarchos (L. Mestrius Plutarchus) által írt Párhuzamos életrajzokban Nagy Sándoréval párban biográfia áll Caesarról. C. Suetonius Tranquillius is írt egyet, a Caesarok élete című művében.

## Háttér

### Róma

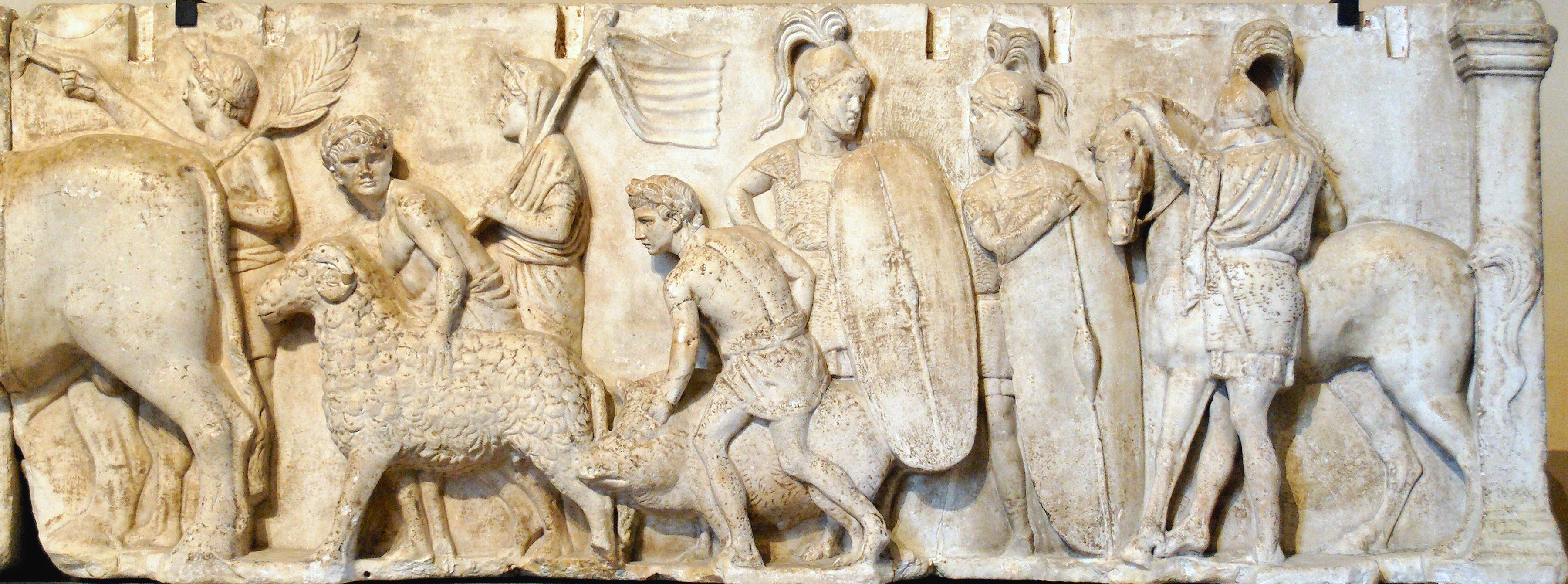
Cn. Domitius Ahenobarbus harmadik emléktáblája a római Neptunus templomból, mely két korabeli katonát mutat

A római hadsereg ütőképességét C. Marius katonai reformjainak köszönhetjük. Úgy küszöbölte ki azt a problémát, hogy nem állt rendelkezésre elég besorozható ember, hogy bevette a seregébe az önkéntesen jelentkező szegényeket, akik nem tudtak gondoskodni saját ellátásukról. A nincsteleneknek a katonai szolgálat megélhetést és társadalmi felemelkedést ígért. A harcosok ettől kezdve meghatározott zsoldot és ellátást kaptak, s tizenhat évnyi szolgálat után földjuttatásra tarthattak igényt. A katonák ezentúl nem azt várták, hogy visszatérhessenek földjükre, hanem azt, hogy mikor lesz a következő hadjárat. Az új modell lehetővé tette az alaposabb kiképzést. Marius szervezeti módosításokat is végbevitt. A manipulusos rendszert elvetette, a légiókat inkább 10 cohorsból állította fel, melyek egyenként 600 embert foglaltak magukba. A cohorsok hatékonyabbak voltak nagyobb számú seregek letiprására és önállóan is gyorsan tudtak mozogni.
A Marius és L. Cornelius Cinna által vezetett néppárti frakció hosszú dominanciáját a római politikában L. Cornelius Sulla Kr. e. 83-82-ben megdöntötte: a Hellászban győzedelmes seregével partraszállt Itáliában, majd a kapunál lefojt véres csata után bevonult a fővárosba. Sulla oldalán az optimaták két másik legkiemelkedőbb alakja Pompeius és Crassus voltak, akik mindig is féltékenyek voltak egymásra. Itt indult be igazán pályafutásuk: előbbi megszerezte „nagy” jelentésű cognomenjét, utóbbi pedig hírhedten nagy vagyonát. Sulla visszavonulása után segítettek a rendszerének felszámolásában, a harmadik rabszolgaháborút, avagy a Spartacus-felkelést leverő seregeket ők ketten vezették, és Kr. e. 70-ben konzulok lettek. Pompeius három évvel ezután nagyon széles körű felhatalmazást kapott, hogy törje meg a kalózok tengeri uralát. Ezt mindössze három hónap alatt elvégezte.  A harmadik mithridatészi háborúban ismét fő szerepet kapott, ugyanis L. Licinius Lucullust katonái faképnél hagyták. Befejezte a háborút és két új provinciát alakított: Bithynia et Pontust, illetve Syriát.
Rómában ezalatt a néppárt ereje nőtt és közelebb került Crassushoz, aki vagyona és szónoklásai révén egyre nagyobb befolyásra tett szert a közéletben. Caesar, részben Mariusszal és Cinnával való rokoni kapcsolatai miatt (Iulia nevű nénje Marius felesége volt, Cinna Cornelia nevű lánya pedig az övé), a plebejusok bálványa lett. Crassus és Caesar segítettek a P. Servilius Rullus néptribunus által Kr. e. 64-ben előterjesztett földtörvénytervezet kidolgozásában, melyet azonban a következő évben M. Tullius Cicero konzul leszavaztatott az urbánus lakosság érdektelenségét kihasználva. A Catilina-féle összeesküvést, mely az elszegényedett nemességből kiindulva tervezte erőszakosan átvenni a hatalmat, anyagilag támogatták, de igyekeztek a háttérben maradni. Ezért miután a konspiráció lebukott és főszervezőit Cicero kivégeztette, nem is sikerült rájuk bizonyítani semmit.
Caesar Kr. e. 63-ban pontifex maximusként és praetorként, 61-ben pedig Hispania Ulterior propraetor kormányzójaként szolgált. A tartomány gazdasági életét eligazította és sikeres csatákat vívott, emellett a maga pénzügyi helyzetét is rendezte. Tudni illik oltári nagy összegeket költött maga és a nép szórakoztatására. Pompeius Kr. e. 62-ben tért vissza a keletről, Caesar pedig 60-ban a nyugatról. Előbbi, amint megérkezett Brundisiumba, az etikett szerint önként elbocsátotta katonáit, majd a város határánál egyszerű polgárként megvárta, hogy a szenátus elfogadja diadalmenetét. Előtte ilyen szigorú és lojális magatartást csak legendás időkből lehetett hallani. Önzetlenségének eredménye annyi lett, hogy az érkezésétől feszült hangulat eloszlott és a politikusok más elintéznivalókra fordították figyelmüket.
Caesar, látván kollégája kiszorítottságát, nagyszabású érdekszövetséget alakított: kibékítette őt Crassusszal és titokban megegyeztek, hogy összehangolják politikai tevékenységüket, egymásnak kedvezve. Ekképpen létrejött az első triumvirátus. Caesar egyből magára vállalta Pompeius követeléseinek teljesítését, amennyiben Kr. e. 59-ben konzul lesz. Házasságokkal is erősítették viszonyukat: Pompeius elvette Caesar lányát, Iuliát, az pedig Pompeius egyik tekintélyes pártfogójának (L. Calpurnius Piso Caesoniusnak) lányát, Calpurniát.
Miután megválasztották, nagy tömeget gyűjtött össze szövetségeseivel, hogy kikényszerítse a törvényjavaslatok igenlését. Konzultársát és a szenátusi frakció jelöltjét, M. Calpurnius Bibulust, illetve M. Porcius Cato Uticensist eltávolították a helyszínről, mielőtt szóhoz jutottak volna. A ratifikáció megtörtént, sőt Caesar szabad kezet kapott, mert a megfélemlített Bibulus elvonult a nyilvánosság elől. Egy sor intézkedést vitt át, mely csökkentette a szenátus befolyását.
P. Vatinius néptribunus indítványozására konzulátusának lejártakor öt évre proconsulként megkapta Gallia Cisalpina és Illyricum tartományokat. Felhatalmazták. hogy három légiót irányítson és saját legátusokat helyezzen élükre. Kr. e. 59-ben halt meg Q. Caecilius Metellus Celer, Gallia Narbonensis helytartója, Pompeius és Crassus nyomására átvehette ezt a provinciát is, meg további egy légiót toborozhatott.

### Gallia

Gallia törzsei térképen

Tágabb értelemben a gallok földje Gallia Transalpinára (Alpokon túlsó Gallia), Gallia Cisalpinára (Alpokon innenső Gallia) és Gallia Narbonensisre oszlott. A másodikat, néha a harmadikat is a rómaiak tógásnak (Gallia Togata) nevezték, ezzel kifejezve a hozzájuk tartozását, „civilizáltságát”. Gallia Narbonensist becézték még nadrágosnak (Gallia Bracata) vagy egyszerűen Provinciának (ebből ered a francia Provence elnevezés), míg Gallia Transalpinát üstökösnek (Gallia Comata). Ezt a területet további három részre tagolhatjuk: a Pireneusok és a Garonne közötti délnyugati részre, amit a gall-ibér aquitanus törzsek laktak; a középső részre, amit a „tisztavérű” gall törzsek laktak; a Szajna és a Rajna közötti északi részre, amelyet a gall-germán belga törzsek laktak.
Gallia nem volt egységes politikai blokk. A törzsek államszervezés terén más stádiumokban álltak; némelyek még szimplán nemzetségi szinten voltak, némelyek viszont már komolyan előrehaladtak. Állandóan civakodtak. Caesar azt írja, három társadalmi osztály volt jelen: a tömeg (plebs) a rabszolgák szintjén élt, míg a „lovagok” és a druidák kiváltságokkal rendelkeztek. A „lovagok” az arisztokratákat jelenti, közülük választották meg a törzsek a vezetőiket (principes). A vezetői kíséretek (factiones, „pártok”) cliensekből és rabszolgákból álltak. Lehetséges, hogy a cliensviszony különbözött a rómaitól és a galloknál csak a cliensek részéről beszélhetünk kötelezettségekről. A megválasztott vezetők, a vergobretusok valójában csak másodrangúak voltak a „királyokhoz” képest. Léteztek öregek tanácsai, Caesar nyelvezetében „szenátusok”. A gall háború idejére a katonai arisztokrácia hatalma a druidák rovására nőtt, de azért nekik is nagy volt a jelentőségük. Ők alkották a papságot. A jog értelmezésének, jóslásnak, vallási hagyományok őrzésének feladata őket illette. Caesar szerint a druidizmus Britanniából ered, onnan hozták be tanításaikat Galliába.

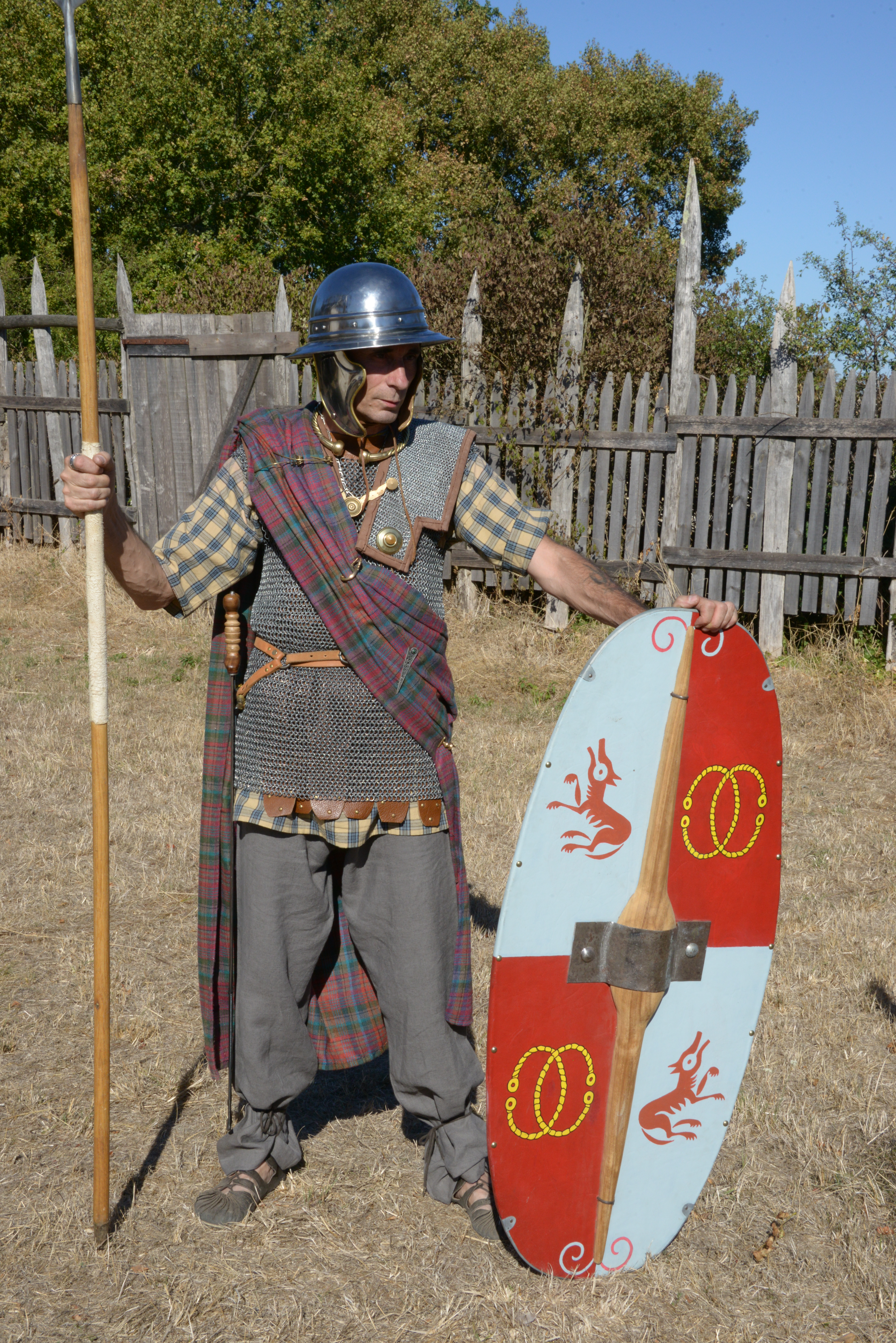
Egy pénzes gall harcos tipikus fegyverzete

A térség akkori lakosságát 15-20 millióra becsülik. Városok, települések nagy számban voltak, az utak és tengeri útvonalak fejlettek voltak. Kifejlett belkereskedelem működött, emellett külkereskedelemi kapcsolatok álltak fenn Massiliával, Karthágóval, Rómával és az etruszkokkal. Az állattenyésztés és a földművelés magas színvonalúnak számított, a helyiek ismerték a kerekes ekét, a kaszát és az aratógépet is. Hadjáratai során Caesar teljes mértékben az itteni élelmiszerkészletre tudott támaszkodni. A kézműipar, a fa és a fém megmunkálásának kifinomultsága nagy hírrel bírt. A Feljegyzések említi a várfalépítés különleges technikáját és a gall vaskopját.
A különböző törzsek relációi Rómával nagyon eltértek. Például az allobrogok a Köztársaság alávetettjei voltak, korábbi (Kr. e. 62-61-es) lázadásuk sikertelen volt. Az aeduusok Róma felé orientálódtak és a szövetségesüknek számítottak. Velük ellenségeskedtek az arvernek és a sequanusok.
Az ő kérésükre kelt át nagy erőkkel Ariovistus germán szvéb vezér a Rajnán és verte le ellenfeleiket. Ennek fejében a sequanusok saját területük egy darabját átadták a szvébeknek. Divitiacus, az aeduusok törzsfője kérésére fellépett a római szenátus és rávették őket, hogy hagyják abba a háborúskodást. Caesar konzulként elérte, hogy Ariovistust a „római nép szövetségesének és barátjának” nyilvánítsák.
A Feljegyzések elmaradottnak ábrázolja a germánokat. Földműveléssel nem igazán törődtek, minden család birtokát a vének húzták meg. Ez viszont csak egy évig maradt náluk, hogy ne akarjanak gyarapodni, megtartsák harci erényeiket. Legfontosabb foglalatosságuk a vadászás és a harcolás volt. Főként húst, tejet és sajtot ettek. Gyermekkoruk óta erősítették testüket. Szüzességüket húszéves korukig megőrizték, de egyébként is a nőtleneknek jutott a legnagyobb megbecsülés. Békeidőben minden körzet (pagus) élén törvényhozó állt, háborúban azonban a törzs vezért választott magának. Kezdetleges vallásuk volt, a napistent, a holdistent és a tűzistent (Vulcanus) imádták.

## Helvétek elleni harc
Kr. e. 58-ban Caesar megérkezett a Provinciába. Északra a helyzet nagyon bonyodalmas volt. A mai Svájc nyugati felében élő helvétek nagy lélekszámú törzse ismeretlen okokból népvándorlásba kezdett. Felgyújtották falvaikat, városaikat, és megsemmisítették a gabonakészleteik azon részét, amit nem vittek magukkal. A Feljegyzések szerint több, mint 300.000 főnyi migránsról beszélünk, közülük mintegy 90.000 volt fegyverforgató férfi. Még ha kétszeresnél is nagyobb túlzásnak vesszük ezt az adatot, akkor is óriási hordát jelent ez.

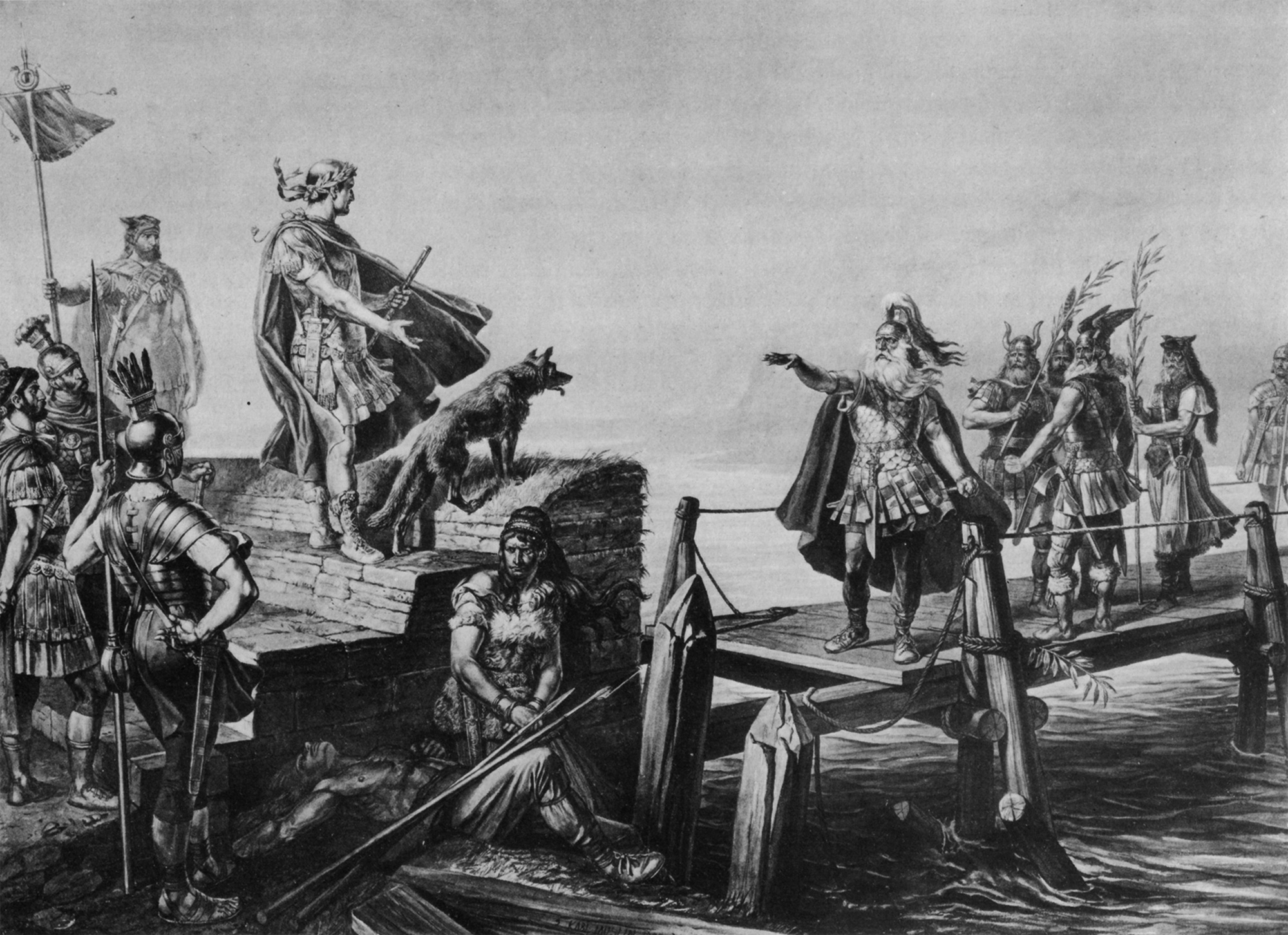
Karl Jauslin festménye Divico és Caesar találkozásáról. Elvileg Divico vezette a delegációt, mely a Provincián való szabad átjárási engedélyt próbálta elérni a helvéteknek

A Garonne torkolata felé indulva Gallia Narbonensisen szándékoztak áthaladni. Caesar erőltetett menetben Genava (a mai Genf) felé vette az irányt, ahol híd kötötte össze a két földet. Megparancsolta, hogy a hidat rombolják le és menetközben kiegészítő sorozást rendelt el a Provinciában. A helvétek követei engedélyt kértek az áthaladásra és megígérték, hogy nem tesznek kárt a területen. Caesar időt akart nyerni a toborozott csapatok megérkezéséig, ezért azt mondta nekik, hogy jelenjenek meg újra április 13-án. Mire újra felbukkantak, már 19 mérföld hosszúságú sánc emelkedett árokkal a Genfi-tótól a Jura gerincéig. A küldöttség határozott visszautasításra lelt. A helvétek megpróbáltak áttörni az erődített vonalon, de visszaverték őket. Kénytelenek voltak a másik útvonalat választani: az szűk volt és nehezen járható, a sequanusok területén vágott át a Rhône és a Jura között. Caesar három aquileiai téli szálláshelyről kivezényelt és kettő újonnan felkészített légióval elhagyta Róma birtokait. Labienus legátusát hagyta hátra az erősítések védelmére. Beavatkozását azzal indokolta, hogy a harcias és agresszív helvétek fenyegetik a Provinciát, de valójában ezzel az átkelésükkel nem sértették Róma érdekeit. A rómaiakat a bosszúvágy is hajtotta a Kr. e. 107-ben elszenvedett vereségükért a helvétek kezétől (a burdigalai csatában), melyben L. Cassius Longinus konzul életét vesztette.
Hamarosan a hadvezérhez követek érkeztek az aeduusoktól, majd az ambarroktól és az allobrogoktól is. Arról panaszkodtak, hogy a helvétek fosztogatják területeiket és segítséget kértek. Azt a földet, amin az aueduusok és a sequanusok laktak a Saône szeli át. Amikor Caesar értesült arról, hogy a helvétek éppen átkelnek a folyón és már seregük kb. háromnegyed részét átszállították, három légiójával odafutott és lemészárolta a felkészületlen barbárokat. Ezek a tigurinus helvétek voltak, éppen azok, akik 107-ben a kimberek és teutonok mellé szegődve legyőzték Longinust. Caesar ezután átkelt a folyón és üldözőbe vette az 5-6 mérföldnyire lévő helvéteket. Két hétig üldözte őket. A serege élelmiszerellátása rossz volt, mivel a gabona még nem érett meg, ugyanakkor az aeduusok által ígért szállítmányok napról napra késtek. Caesar árulást neszelve összehívta táborában a törzsi vezetőket és élesen kifejtette követeléseit. Hamarosan kiderült, hogy a szállítmányok elmaradásában Divitiacus testvére, a befolyásos Dumnorix keze van. Tekintettel Divitiacus kétségtelen odaadására és a többi gall vezető véleményére, Caesar úgy határozott, megelégszik azzal, hogy őrséget állít Dumnorix mellé. Az ellátási kérdés viszont így sem oldódott meg, szóval Bibracte, az aeduusok a tábortól nem messze lévő nagy és élelmiszerrel teli városa felé vette az irányt.

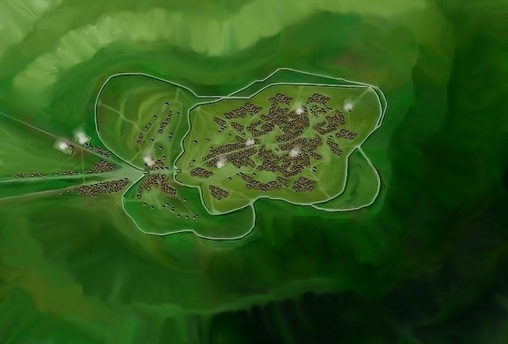
Bibracte városa madártávlatból, rajzon

Ezzel lemondott egy időre a helvétek üldözéséről, de most azok, korábbi tervüktől eltérően, vették fel a támadó szerepét. Caesar elfogadta a kihívást és seregét egy dombon állította fel. A csata előtt kimondta, hogy vezessék el lovát és az összes parancsnokét, nehogy bárki menekülni próbáljon. A brutális összecsapásban a helvétek kitartása megtört, megmaradt osztagaik a lingók földjére igyekeztek jutni, éjjel-nappal menetelve. Amikor megtudták, hogy rómaiak a nyomukba szegődtek, feltétel nélkül meghódoltak. Caesar túszok és a fegyverek átadását követelte, majd megparancsolta, hogy térjenek vissza a területükre és állítsák helyre a leégett településeket. Minthogy a helvétek terméseiket megsemmisítették, az allobrogoknak Caesar azt javasolta, az első időkre juttassanak nekik némi élelmet. Amikor a diadalmas hadvezér visszatért a főhadiszállására, számos közösség vezetője üdvözlő beszédben rótta le tiszteletét előtte. Hangsúlyozták, hogy a fenyegetés elhárítása nagyon sokat segített Galliának. Azzal a kéréssel fordultak Caesarhoz, hogy a régió számára rendkívül fontos kérdések együttes megtárgyalására engedélyezze valamennyi törzsi képviselő összehívását. Ezt szigorú titokban le is bonyolították.

## Ariovistus elűzése
A megbeszélés után azonban ismét vezérek jelentek meg Caesarnál, lábához borulva. Valamennyiük nevében Divitiacus szólt. Beszédében a következő bajos helyzetet vázolta fel: mióta az arvernek és a sequanusok oldalán Ariovistus és a szvébek több csapást mértek az aeduusokra, egyre többen települnek át ide; mostanra már kb. 120.000-en vannak belőlük. A sequanusok földjén vetették meg lábukat, de egyre több területet követelnek maguknak. Ha Caesar tekintélyével és seregével a római nép nevében nem nyújt segítséget a galloknak, akkor a helvétekhez hasonlóan új földeket kényszerülnek majd keresni. A Feljegyzésekben a főemberek sírva és hangos szóval térdelnek a hadvezér előtt. Úgy van ábrázolva, mintha az összegyűlés a gall főemberek kezdeményezésére történt volna meg, pedig valószínűbb, hogy Caesaréra. Szerette volna, ha a szvébek elleni fellépését a gallok úgy tekintenék, mint egy kívánalmukra adott választ, melyet mindannyian óhajtottak. Suetonius kijelentése szerint Caesar Galliában „ezután már semmiféle háborús alkalmat nem mulasztott el, még ha igazságtalan és veszedelmes volt is, hol szövetséges, hol ellenséges és vad népeket támadva meg”. Tehát minden bizonnyal előkészített diplomáciai akció volt ez.
Caesar először találkozót kért a két fél szálláshelyétől egy középre lévő helyen. Ezt Ariovistus visszautasította. Ezután ultimátumhoz hasonló üzenetet küldött: ne történjen tömeges áttelepülés a Rajnán át, adják vissza az aeduusoknak túszaikat (a sequanusok kezén lévőket is), és ne fenyegessék háborúval Róma egyetlen szövetségesét sem. A levelet Caesar direkt úgy fogalmazta, hogy az elutasító válasz jogosnak tüntesse fel a harcba bocsátkozást „a római néppel fennálló barátság megszegőjével”. Az elvárás természetesen elutasításra talált. Caesar azonban más híreket is kapott: az aeduusok követeitől megtudta, hogy a nemrég érkezett germán telepesek feldúlják földjeiket, a treverekéitől pedig azt, hogy sok szvéb készül átköltözni Galliába.

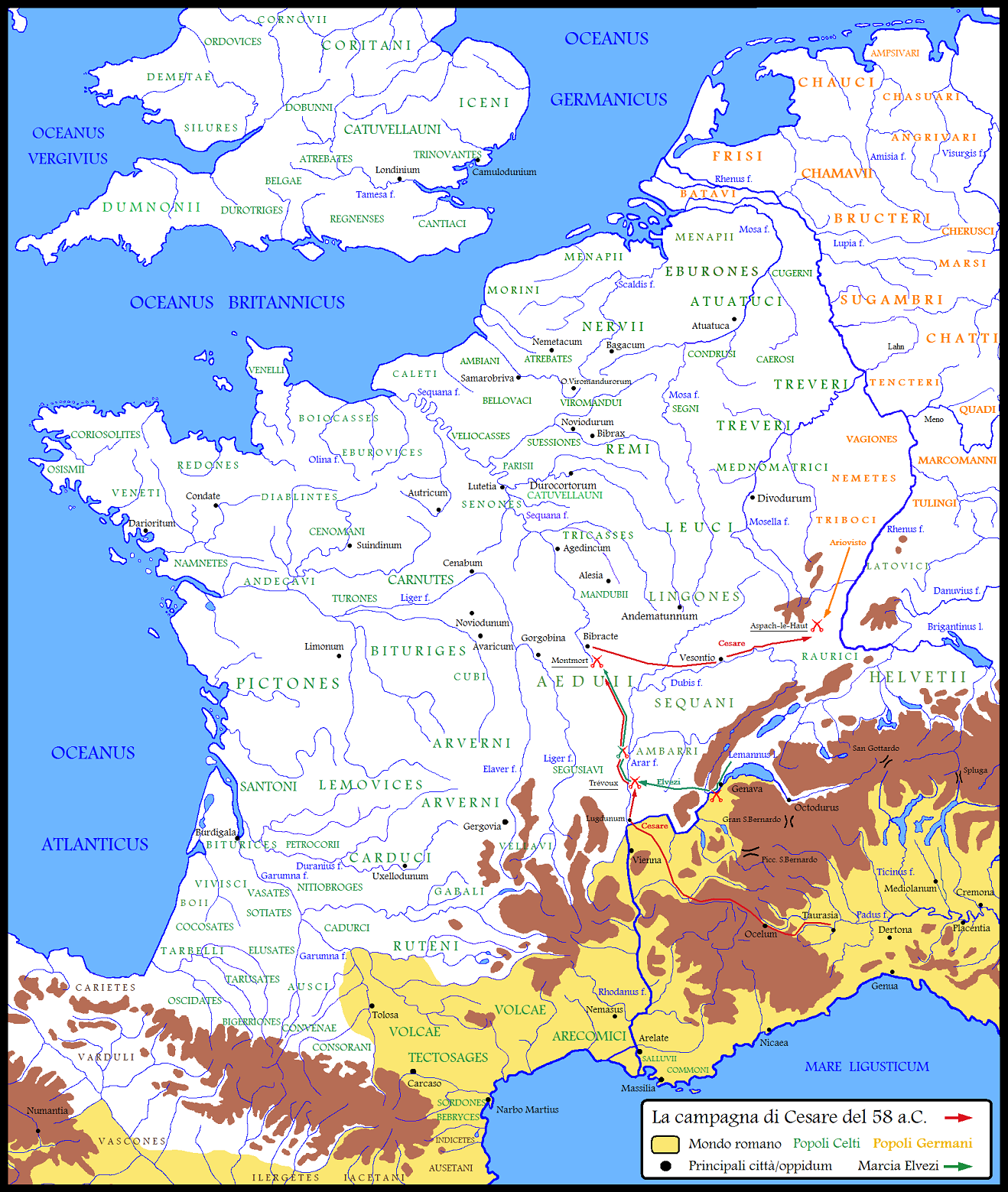
Caesar Kr. e. 58-as hadmozdulatai, térképen

Hogy megelőzzék ezeknek a tömegeknek a csatlakozását Ariovistushoz, a római sereg gyors menetben harcba indult. Útközben elfoglalták Vesontiót (a mai Besançont), mely egy jól erődített és elhelyezett város volt, a sequanusok legfontosabbika. Néhány napig itt maradtak, ezalatt rendeződött az ellátásuk. A helyi lakossággal való érintkezés hatására olyan szóbeszédek tették nyugtalanná a katonákat és tiszteket, melyek a germánok rettenthetetlenségéről, fizikai erejükről és harci tapasztalatukról szóltak. Mindenekelőtt azok a fiatal parancsnokok ijedtek meg, akik csak barátságból kísérték ide Caesart. Ahogy a rossz hangulat szélesebb körben is elterjedt, reálissá vált az esély, hogy a sereg nem engedelmeskedik majd a hadvezér instrukcióinak. Caesar haditanácsot hívott össze, amelyre a centuriókat is meghívta. Beszédével fellelkesítette a katonákat. Ennek a végén a lehetséges visszavonulás kérdését érintette, ezt Plutarchos így adja elő: „közölte velük, hogy csak a 10. légiót viszi magával a germánok ellen; reméli, mondta, hogy az ellenség most sem bizonyul erősebbnek a kimbereknél és ő sem lesz rosszabb hadvezér Mariusnál”. A bátorságáról ismert 10. légió volt Caesar legkedveltebb osztaga, ezért mert rájuk támaszkodni. A többi légió ennek hatására igyekezett magát igazolni, megesküdtek, hogy nem ingadoznak hitükben.

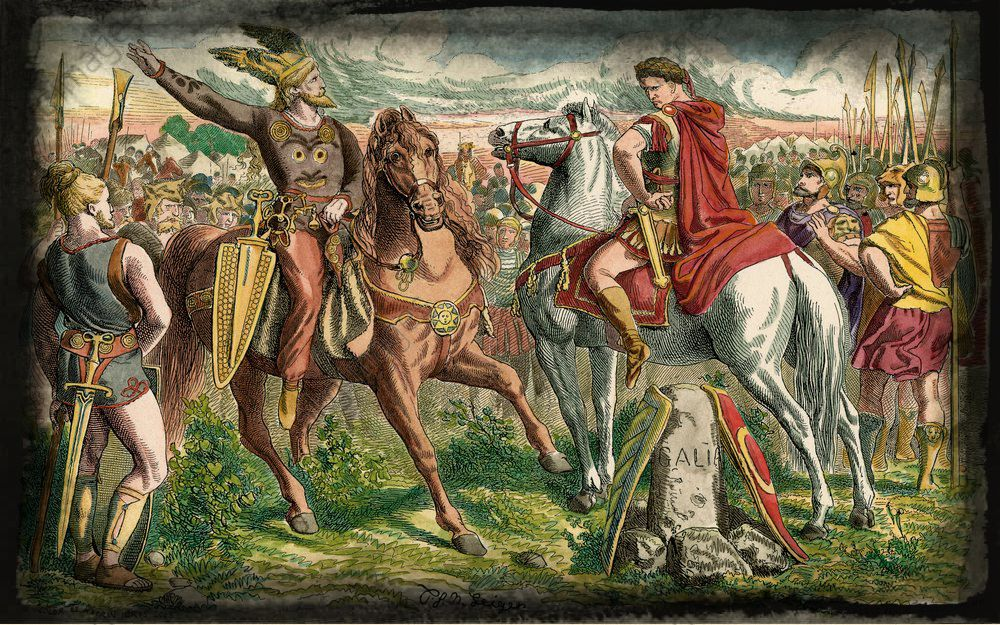
Peter Johann Nepomuk Geiger fafaragása Ariovistus és Caesar találkozásáról

Még ezen éjszaka útra keltek, a menetelés hetedik napján 24 mérföld távolságba értek a szvéb seregtől. Ekkor Ariovistus, elmondása szerint, mert Caesar személyesen jött el hozzá, tárgyalást vetett fel. A vezérek találkoztak, de nem változtattak korábbi álláspontjukon. Ráadásul Ariovistus azt mondta, hírnökei révén tud arról, hogy sok előkelő és befolyásos római roppant kívánatosnak tartja az ő győzelmét Caesar felett. A beszélgetés végén a szvéb kíséret rá is támadt a rómaira. A következő nap újabb javaslat érkezett Ariovistustól. Caesar jobbnak látta, ha tartózkodik, és csak két képviselőjét küldte el. Nem tudni mire készült eredetileg a szvéb király, de őket láncra verte, majd két mérföldnyire állást foglalt a római állás mögött, ezzel elvágva azt az utánpótlástól. Egy hétig még kisebb-nagyobb összetűzéseket leszámítva kerülték a harcot, mivel, mint Caesar a foglyoktól megtudta, a jósnők újholdig nem tanácsoltak ütközetet. Ennek okán úgy határozott, támad. Az ekkor kialakuló csata kifejezetten véres és makacs volt. Caesar fő csapása a balszárny ellen irányult, amit sikeresen kidöntött és elkergetett, de a jobbszárny és a centrum így is majdnem győzelmet aratott. A nap hőse az ifjú Crassus lett, aki mozgósította a tartalékokat a szorongatott szárny megsegítésére. Caesar megnyerte a csatát. Az ellenség futásnak eredt, azonban nagyrészüket a lovasság levágta és csak kevesen tudtak átjutni a kb. öt kilométerre lévő Rajnán. Köztük volt Ariovistus, akinek viszont egyik lánya fogságba esett, másik két feleségével együtt meghalt. Ezek az események Kr. e. 58 szeptemberében zajlottak le a mai Elzász területén.
A szörnyű vereség hírére a Galliába átkelni akarók sietve visszafordultak. Az ubiusok rajtuk ütöttek és sokukat megölték. Nem sokkal később szerződést is kötöttek Caesarral.

## A belgák leigázása
Caesar a szokásosnál korábban szállásolta el kétszeresen győzedelmes csapatait a sequanusok földjén. A téli tábor parancsnokának Labienust tette meg, maga pedig elment a Provinciába, hogy a hajóépítést, mely helytartói kötelessége volt, felügyelje. Ott tartózkodása alatt közvetlenül részt tudott venni az otthoni politikában, Plutarchos úgy fogalmaz, a zsákmányolt kincsekből „megnyerte magának Róma polgárait”.
Labienus jelentései és bizonyos mendemondák arról számoltak be, hogy a belgák összefogtak, hogy kiszorítsák a római hadsereget a térségből; egymás között titkos egyezményeket kötnek, túszokat cserélnek. Caesar két kiegészítő légiót toborzott az Alpokon inneni Galliában (az elszállásolt hathoz). Így már kétszer annyi embere lett, mint amennyit a szenátus megszabott. Így vonult a belgák ellen, ismét megkísérelve megelőzni az ellenfelet. Tizenöt napos menetelés után a mai Champagne területére érkezett, mely a belgákéhoz közel fekszik. A remusokba, a belgák legközelebbi szomszédaiba ütközött bele először, akik feltétlen behódolásukat fejezték ki, továbbá megígérték, hogy túszokat, gabonát és egyéb szükséges dolgokat adnak. Ezeket teljesítették is. Nem sokkal ezután a rómaiak átkeltek az Aisne-én, majd annak fedezékében tábort vertek. Felmentettek egy belgák által ostromlott remus várost, mire azok teljes erejüket összegyűjtötték és tőlük két mérföldnyire tábort vertek. A falvakat, tanyákat felgyújtották, a környék mezőit elpusztították. Caesar néhány napig a belgák nagyobb seregétől óvakodva kerülte a döntő összecsapást, de az apróbb konfrontációkból úgy ítélte meg, elegendő ereje van. Ekkor kiegészítőleg megerősítette állásait, majd hat légióval csatarendbe állt a tábor előtt. A kettő újonnan toborzottat tartaléknak hagyta a táborban. Az ellenség is csatarendbe állt. Közöttük mocsár húzódott, emiatt egyik fél sem támadt. Amikor lovascsata bontakozott ki, a belgák megkíséreltek átmenni az Aisne másik oldalára, a római tábor mögé, hogy szabotálják a remusoktól jövő élelmiszerellátást. Visszaverték őket, mire nagy veszteségeket szenvedtek. Azokat, akik átjutottak, a római lovasság körülzárta és lekaszabolta. Ezzel a belgák népfelkelése tulajdonképpen elbukott. A visszavonulás mellett határoztak, ebből kis idő múlva fejvesztett menekülés lett. Közben az utóvédjüket többször érzékeny csapás érte.
Innentől Caesar serege bármelyik belga törzs területére lépett, az meghódolt. Ezek közt voltak a suessiók, a bellovacusok és az ambianok. Kiszolgáltatták fegyvereiket és túszokat adtak. Divitiacus kérte Caesart, annak kegyességére hivatkozva, hogy gyengébb feltételeket szabjon a bellovacusoknak, az aeduusok régi szövetségeseinek, de így is 600 túszt és sok fegyvert kellett átadniuk.

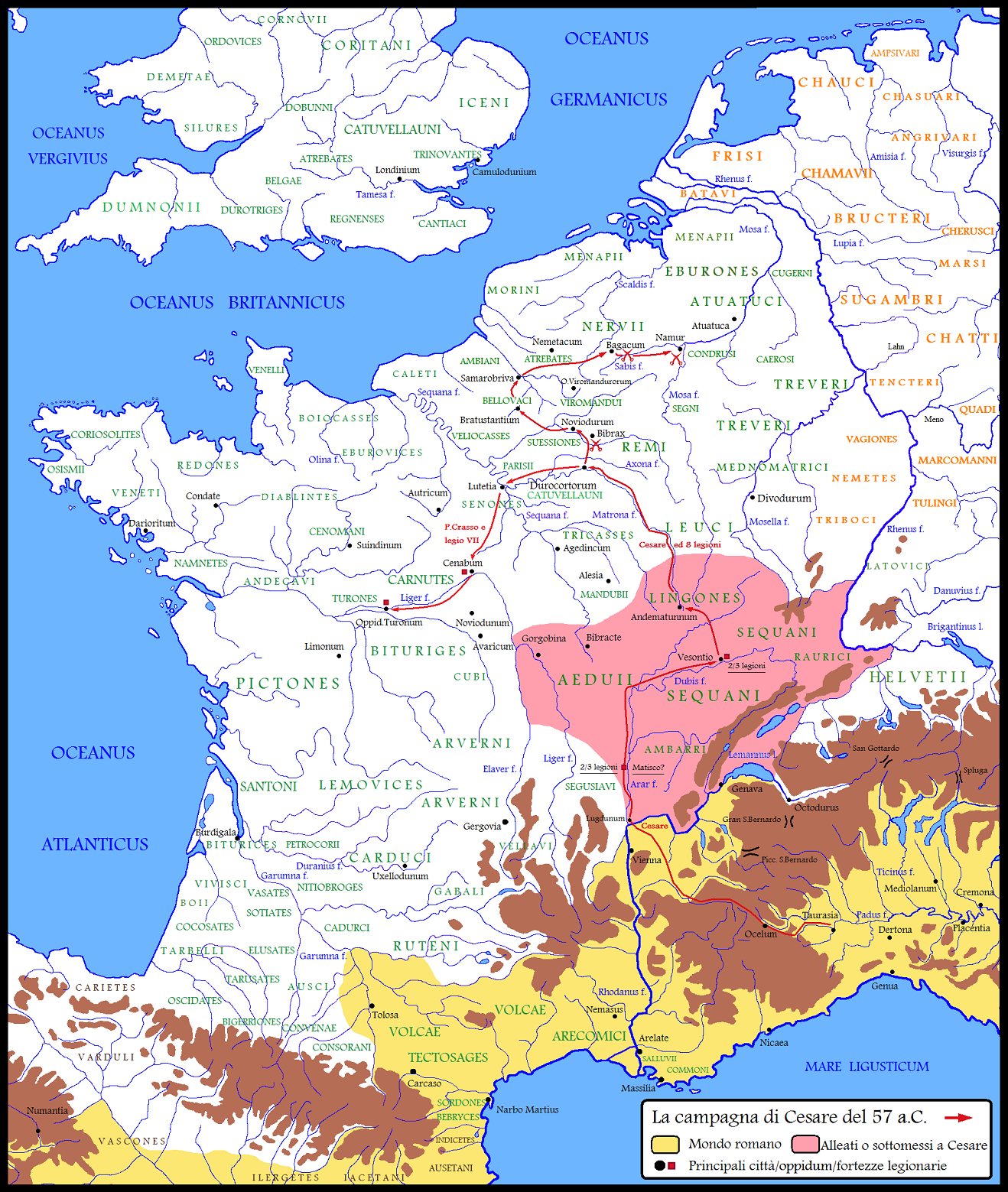
Caesar Kr. e. 58-as hódításai és 57-es hadmozdulatai, térképen

Egyetlen kivétel volt: a nerviusok, akik a mai Cambrai körzetében éltek. Ezek a bátorságukkal kitűnt harcosok nem vették fel a kapcsolatot a rómaiakkal. Helyette néhány itteni közösséggel egyesülve állást foglaltak a Sambre mögött és csapdát állítottak a hódítóknak. Akkor támadtak, amikor azok tábort kezdtek építeni. Az ezt követő Kr. e. 57 nyarai eseményeket Caesar elég részletesen, de nem mindig világosan írja le. A kibontakozó helyzetben a hadvezér nem tudta átfogóan irányítani a légiókat, melyeknek saját tapasztalatuk alapján kellett boldogulniuk. A tájékozódást az erdőfoltok és dombok nehezítették. Caesarnak személyesen és aktívan részt kellett vennie a küzdelemben; a legfenyegetettebb helyeken jelent meg, lelkesítette a harcosokat és parancsnokokat. Egyszer kiragadta egyik katonája kezéből a pajzsot és az első sorba rohant, minden centurióját saját nevén szólítva, hogy lendüljenek támadásba. A lovasosztag, amit a treverek küldtek Caesar megsegítésére, látván a kritikus szituációt, visszafordult és otthon a rómaiak megsemmisítő vereségéről, állomásuk, készleteik elfoglalásáról számolt be. Nem tudni, hogyan és mikor következett be a fordulat. Úgy látszik a 10. légió teljesített a legjobban ismét, melyet a legfeszültebb pillanatban vezetett a táborba Labienus. Ám a barbárok még reménytelenségben is folytatták a harcot, ezért óriási veszteségeket szenvedtek. A Feljegyzések szerint 60.000 fegyverforgató férfiből 500, 600 bölcs (senator) közül pedig csak három maradt életben. Az erdőkben és mocsarakban elrejtőzött öregek, asszonyok és gyermekek a győztes kegyére bízták magukat. Caesar bocsánatban részesítette őket és megtiltotta a helyi törzseknek a háborgatásukat.
Az aduatucusok nagy sereget küldtek a nerviusok támogatására, azonban ez kénytelen volt visszafordulni. Ők ugyancsak rendkívül harciasak voltak és állítólag a kimberektől és teutonoktól származtak. Nem kételkedtek abban, hogy a rómaiak hamarosan az ő földjükön is megjelennek, ezért mindannyian mindenükkel egy városban gyűltek össze, melyet természeti akadályok miatt megközelíthetetlennek tartottak. Ám amikor a rómaiak által készített hatalmas ostromtorony közeledett a falakhoz, békét kértek. Caesar a szokásos feltételeket szabta. Az aduatucusok azonban csak egy részét adták át a fegyvereiknek, a többit elrejtették. Éjszaka, mikorra már a rómaiak kivonultak a városból, rájuk támadtak. A támadók nagyrésze elesett, a maradékot visszaszorították a városba. Másnap a kapukat bezúzták, a törzs pedig már képtelen volt ellenállni. Az egész hadizsákmányt és 53.000 embert árverésen eladtak.
Kb. ezzel egyidőben az ifjabb Crassus, aki egy légióval a tengermelléki törzsek felé vonult, mint a venétek, az esubiusok, vagy a redók, meghódolásukat jelentette. Úgy nézett ki Gallia megbékélt, ezért az eddigi leghosszabb hálaadást (supplicatio) rendelték el Caesarnak.

## A tengermelléki és az aquitanus törzsek elleni hadjáratok

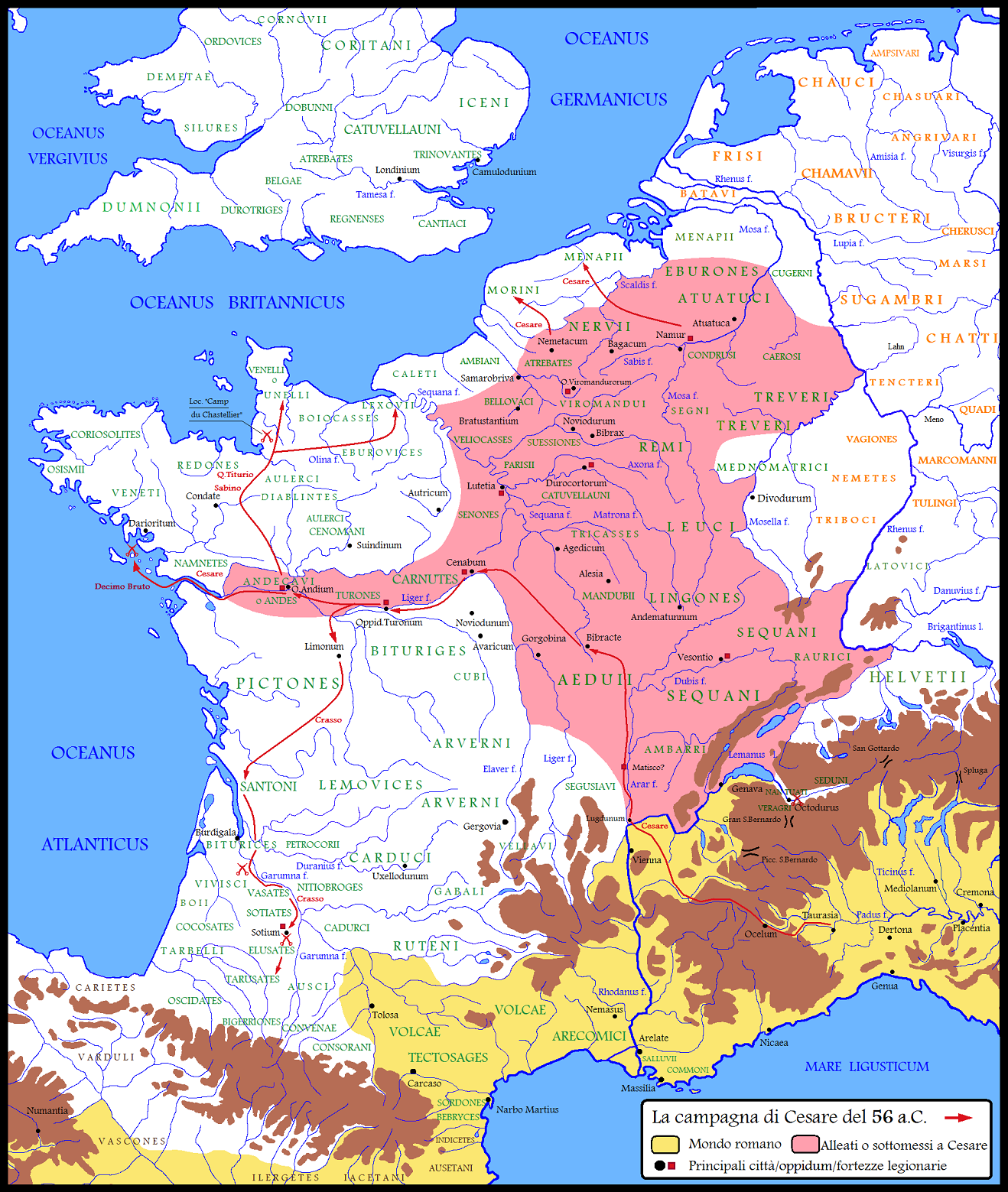
Caesar Kr. e. 57-es hódításai és 56-os hadmozdulatai, térképen

Ősszel Illyricumba utazott, ahol Kr. e. 56 telének egy részéig maradt. Kr. e. 56 áprilisában sor került a lucai találkozóra a triumvirek, azaz Caesar, Pompeius és Crassus között. A találkozót Caesar kezdeményezte azért, hogy megszilárdítsa a hármasban némileg megrendült egységet. Az esemény nem hivatalosan zajlott le, de a híre mégis eljutott Rómába, ennek következtében Plutarchos adata szerint több, mint 200 szenátor érkezett az etruriai kisvárosba (a mai Luccába). Pompeius és Crassus újra kibékült egymással, és elhatározták, hogy az optimaták jelöltjének, egyben Caesar esküdt ellenségének, L. Domitius Ahenobarbus győzelmének meggátolása érdekében jelölik magukat a Kr. e.-i 55. évi konzulválasztásra. Továbbá megígérték, hogy elérik Caesar tartományi megbízatásának még öt évre való meghosszabbítását.
Távollétében újra fellángoltak a konfliktusok. Ser. Sulpicius Galba legátus seregén rajtaütöttek az alpesi törzsek, annak ellenére, hogy elfogadták a Köztársaság fennhatóságát. Az ő feladata az itteni kereskedelmi utak biztosítása volt és a rajtaütéskor éppen téli szállásra vitte katonáit. A támadást lerázták, de vissza kellett húzódniuk a Provinciába. Még aggasztóbbak voltak a fejlemények a mai Bretagne-ban. A venétek paktumot hoztak létre a többi törzzsel. A szövetségesek erős hajóhadukban bíztak, ez lehetetlenné tette a háború lebonyolítását csupán szárazföldi erőkkel. A Caesar rendeletére épített flotta azonban győzedelmeskedett a Loire torkolatvidékén és durván megtorolták a hűtlenséget: az öregek tanácsa összes tagját kivégezték, mindenki mást eladtak rabszolgának.
Az ifjabb Crassus az aquitanus törzsek ellen vezetett hadjáratot. A döntő csatában 50.000 ember ellen harcolt, durván negyedük maradt életben.
Az utolsó fejezetében a Kr. e. 56-os eseményeknek Caesar a menapiusokat és a morinokat próbálta leigázni. Ezek azonban mindenképpen kerülték a nyílt összecsapást, erdőkbe és mocsarakba rejtőztek. Megelégedett a falvak és mezők feldúlásával, s amint beköszöntött a tél, megpihentette embereit.
Ezt követően szünet következett be a háborúban. A három évig tartó háborúzásnak köszönhetően gigantikus hadizsákmány (drágakövek, jószág, rabszolgák, stb.) gyűlt össze Caesarnál. Ezen nagylelkűen osztozkodott híveivel. A „demagóg” képből dicső és nagy hatalommal bíró stratéga képe lett. A stratéga kiismerte katonái hangulatát, lelkületüket és olykor beszéddel, olykor tettel hatott rájuk. Még a legsúlyosabb helyzetekben sem vesztette el a fejét, a kudarctól pedig nem keseredett el. Ennek a kitartásnak a hiányát vette észre a gallokban. A sereg hatékony vezérlése mellett Caesarnak jó diplomáciai készségét is alkalmazta. A törzsek széthúzására irányuló katonai cselekvései mindig diplomáciai erőfeszítései alapján folytak. Ehhez kapcsolódik az is, hogy széles körben elterjesztette a kegyességének (clementia) hírét. Ezt többször is mutatta, pl. akkor, amikor megbocsátott a nervius öregeknek, asszonyoknak és gyermekeknek. Ám „jámborsága” ellenére kegyetlenül megtorolta a hitszegést, pl. az aduatucusok esetében. Igaz, azok megengedhető hadicselként tekintettek az ilyen húzásokra.

## Átkelés a Rajnán
A Kr. e. 55-ös hadjárat korábban kezdődött a vártnál, ugyanis a germán usipesek és tenchterusok váratlanul átkeltek a Rajnán és helyet foglaltak a mai Koblenz környékén. Nagy törzsekről beszélünk, gyermekekkel, asszonyokkal együtt elérték a 430.000 főt. Helyváltásuk oka a szvébek agressziója volt. A Caesarhoz érkező hírek szerint néhány gall törzzsel tárgyalásokat is kezdtek. Ő ismét összehívta a gall előkelőket és közölte velük, hogy fellép a germánok ellen. Kifejtette igényét bizonyos számú lovasságra. Az előkészületek gyorsan megvoltak, ezután a rómaiak a helyszínre indultak.

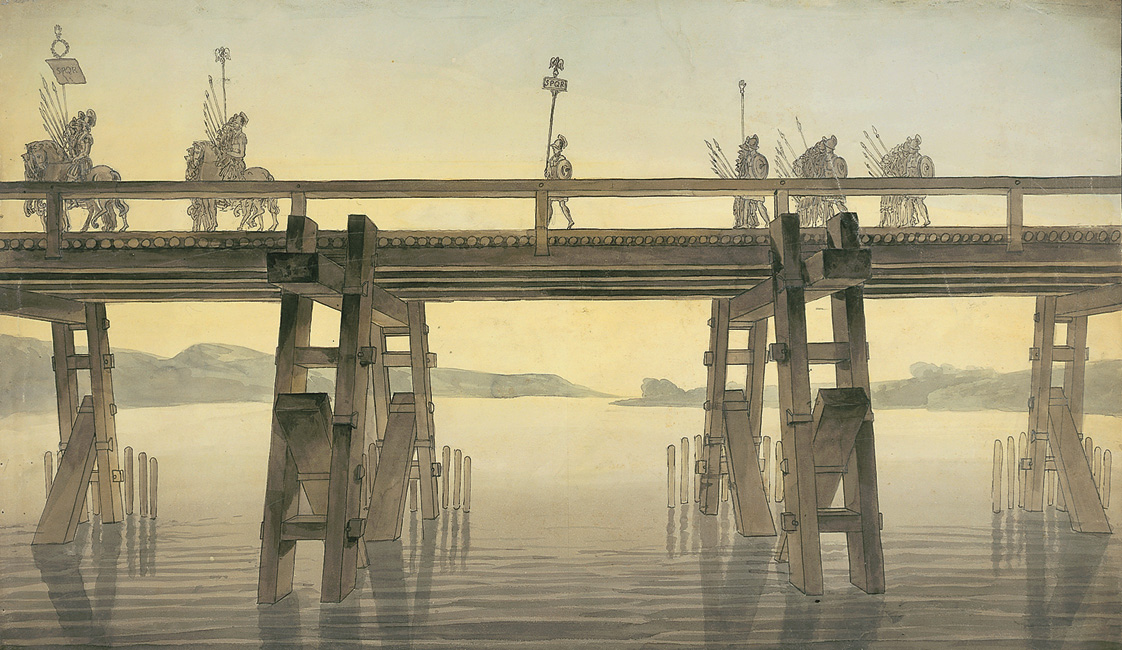
John Soane festménye a rajnai hídról

Az usipesek és tenchterusok követséget küldtek, kérve, hogy letelepedhessenek a már megszállt területen, vagy kapjanak más földeket Galliában. Caesar erre azt a választ adta, hogy itt már nincs szabad terület, de minthogy a túlsó oldalon élő ubiusok Róma asszisztenciáját kérik a szvébek ellen, cserébe elrendelheti, hogy azok engedjék be őket a saját területükre. A germán követek háromnapnyi időt óhajtottak a válaszadásra, és kérték a római hadikart, hogy addig ne hozzák közelebb a sereget. Caesar azonban úgy érezte, azok csak az élelemszerzés céljából elküldött lovasalakulatukat várnák, ezért folytatta a menetelést. Mikor 18 km-re ért táboruktól, a követek újra azt kérték, hogy álljanak meg. Caesar azt ígérte, mindjárt leállítja a menetet, amint elérnek egy vízforrást, és azt, hogy az elől haladó lovasainak megtiltja, hogy harca szálljanak. Mégis ezen a napon ütközetre került sor: a germánok 800 lovasból álló osztaga csúfosan megfutamította az 5000 gall lovast. Másnap a két törzs nagy küldöttséget menesztett a rómaiakhoz sok vezetővel, hogy bocsánatot kérjenek az esetért és biztosítsák a római hadikart békeakaratukról. Caesar egy részüket fogságba vetette, majd támadást indított. A megalázott lovasságában nem bízott, ezért csak utóvédnek állította fel őket. A tökéletesen meglepett ellenség csak menekült; sokukat lemészárolták, mások nem tudtak átúszni a folyón. Leírása szerint az előző napi incidensben a germánok támadtak rájuk, azonban a Feljegyzések ezen része elfogultan igazolni próbálja Caesar cselekedeteit.
Rómában a győzelem nem keltett lelkesedést, Caesar nyilvánvalóan galádul megsértette a háború „szabályait”. A szenátus különbizottságot szándékozott küldeni az ügy kivizsgálására, Plutarchos azt írja, hogy Cato a hadvezér kiadatását követelte az ellenségnek. Caesarnak végül hívei révén sikerült eltusolnia az ügyet.
Az usipesek és tenchterusok élelemért kiküldött lovassága Germániában maradt rejtőzködni a rómaiak elől. Az ubiusok már sok ideje támogatásra vártak a szvébek ellen. Ennek okán, továbbá abból az indítékból, hogy az egész világnak megmutassa a római fegyverek fölényét, Caesar átvezette seregét a Rajnán. Mivel az áthajózást veszélyesnek ítélte, hidat építtetett. Tíz nap munka után a katonák átkelhettek. Pár törzs nyomban barátságot és túszokat ajánlott. A sugamberek felé mentek, mivel azok adtak menedéket a hajszolt lovasságnak Ám ők minden értékükkel az erdőkbe vonultak, így Caesar a településeik felgyújtása és gabonájuk levágása után az ubiusokhoz ment. A szvébek azonban szintén felszívódtak. Még az átkeléskor határozták el vezetői tanácsukban, hogy az összes harcos férfinek össze kell gyűlnie egy földrajzilag középen lévő helyen és fel kell készülnie a mindent eldöntő ütközetre. Az asszonyaikat, gyermekeiket és tulajdontárgyaikat az erdőkbe dugták. Csatára nem került sor, ugyanis tizennyolc nap után Caesar visszavonult Galliába, a hidat pedig leromboltatta. Céljait ugyanis elérte: a sugambereken bosszút állt, a germán közösségeket megfélemlítette és az ubiusokat megszabadította a szvébek nyomásától. Diadalmaskodott anélkül, hogy látott volna ellenséget.

## Partraszállások Britanniában

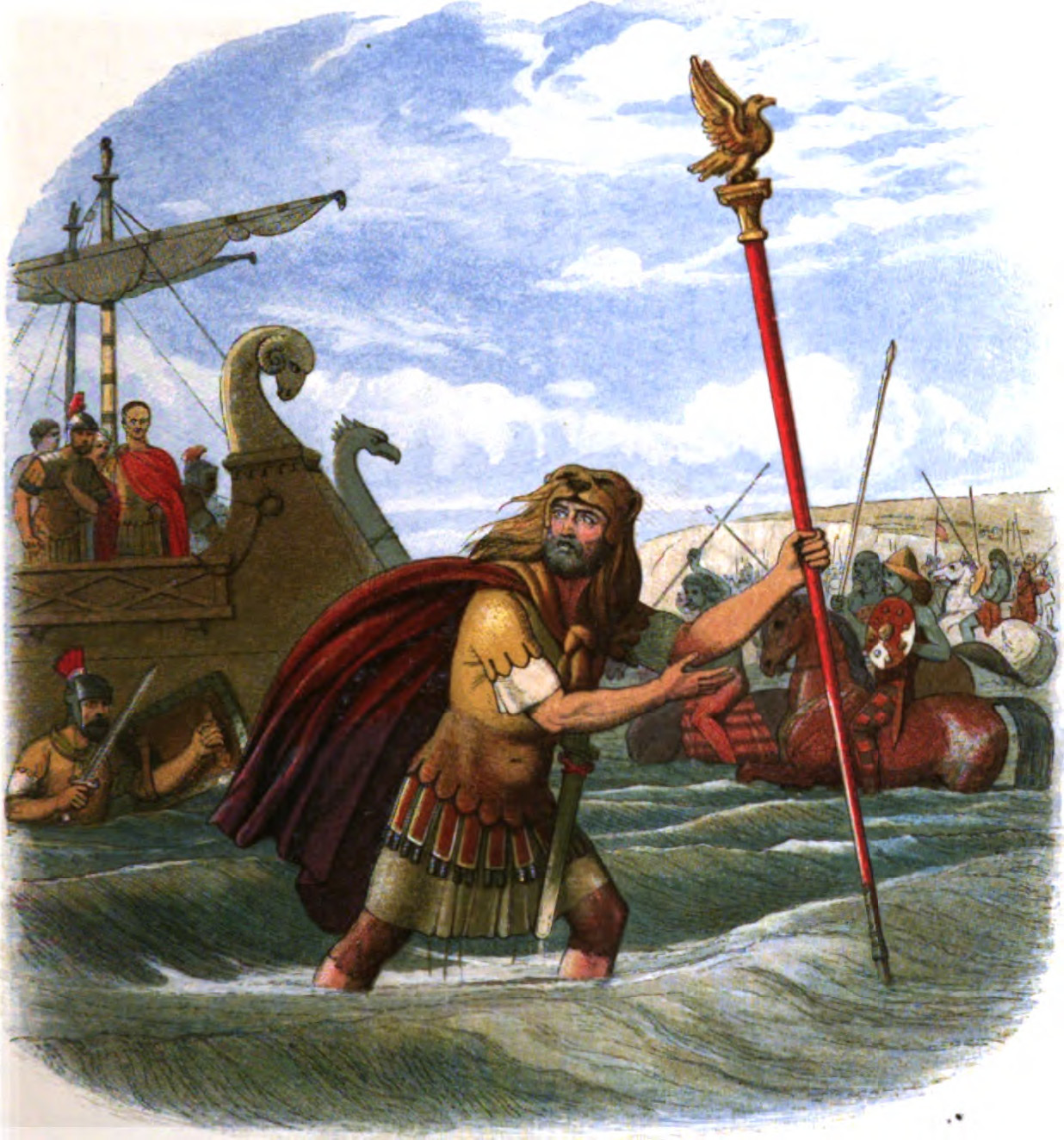
Edmund Evans fafaragása a 10. légió zászlóvivőjéről, ahogy ösztönzi a legionáriusokat a támadásra

A britanniai expedíciót tájékozódási célból indította, mivel nem sok ismerete volt a területről, ugyanakkor az ott élők aktívan beavatkoztak a kontinentális harcokba. Különösen a venétek ellenállását támogatták. Britannia burzsuj ország hírében állott: úgy hitték gazdag volt gabonában, jószágban, vasban, ezüstben és aranyban. Az előzetes felderítést fedélzetből végezte el egyik tisztje. Néhány törzs követein keresztül megérkezett a szigetre Commiust, az általa kikiáltott atrebas királyt, hogy meggyőzze meg a lokális közösségeket, térdeljenek le a Köztársaság előtt. Küldetését azonban nem koszorúzta siker, börtönbe zárták.
Kr. e. 55 őszén történt meg a landolás két légióval és azzal a flottával, amit a venétek elleni hadviselés közben építettek, illetve szereztek. Nehézkesen ment, ugyanis nyomban iszonyatos csata bontakozott ki. A rómaiak végül győztek, de erőfeszítéseik nem fizetődtek ki teljesen: nagy vihar keletkezett, melynek következtében az ellenség rendesen visszavonulhatott, a lovasság pedig nem szállhatott partra. A béke azonban megköttetett és nemcsak partmenti, hanem távolabbi csoportok is túszokat adva meghódoltak. Ennek ellenére a rómaiak helyzete nem javult: újabb viharok miatt lovasságukat továbbra sem vethették be, megrongálódtak hadi- és szállítóhajóik, emiatt utánpótlásban is hiányt szenvedtek.
Caesar sürgősen nekilátott a hajói megjavításához és a felkészüléshez barbárok lehetséges támadására. Ez hamar elérkezett: lovasokkal, sőt harci szekeresekkel együtt megrohanták az egyik légiót, mely élelemért indult. Caesar időben odaért néhány cohorsszal, így meg tudta menteni embereit. Pár nap múlva a britek újra támadásba lendültek a római tábornál. Ezúttal is vesztettek, Caesar azonban nem kockáztatott tovább és amint az időjárás engedte, felszállította a megjavított vagy épen maradt hajóira legionáriusait és elvitorlázott. Jól elérték a túlpartot, csak két teherhajó süllyedt el útközben.

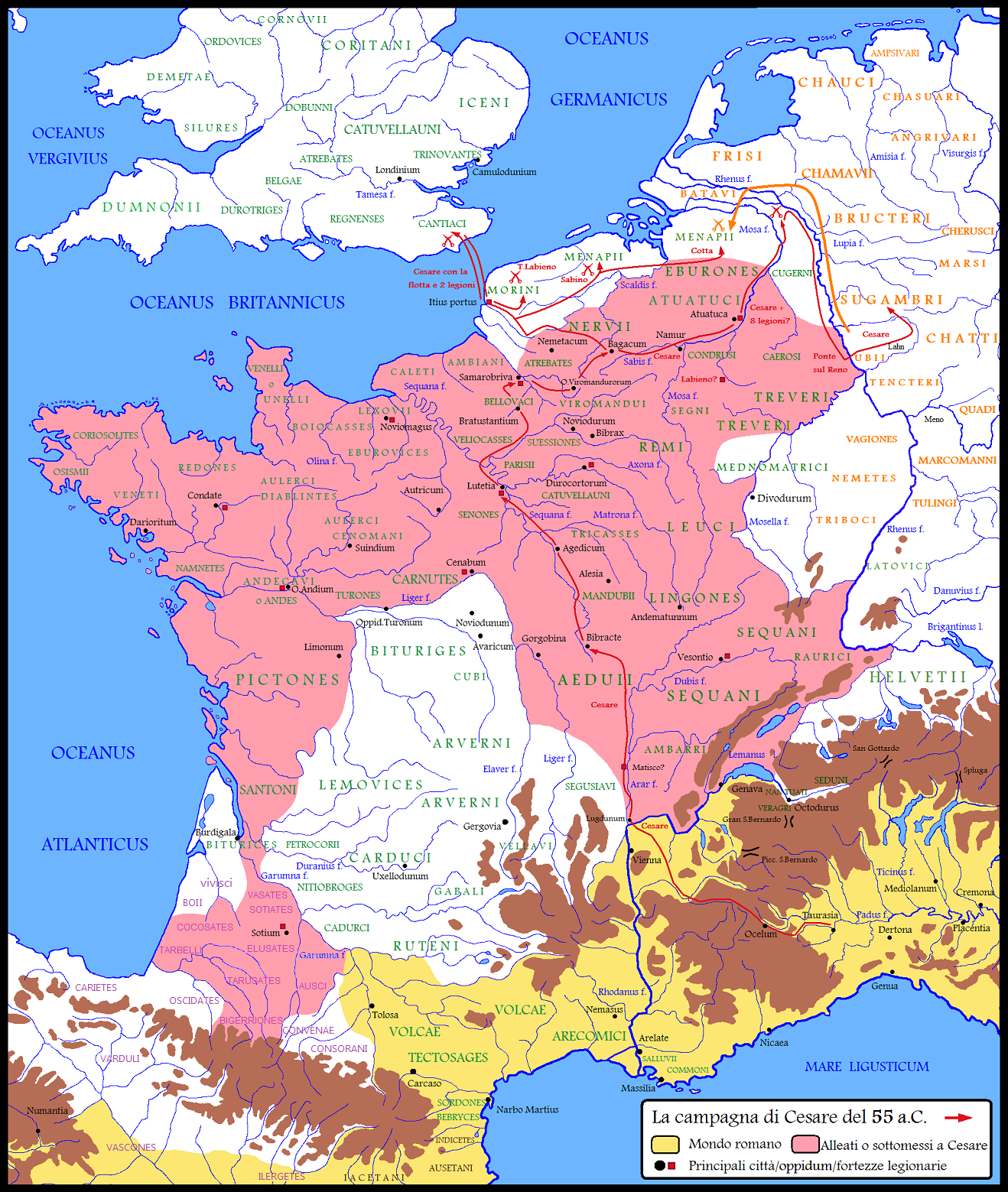
Caesar Kr. e. 56-os hódításai és 55-ös hadmozdulatai, térképen

Ez a kaland katonai szempontból mit sem hozott, azonban a hadvezér dicsőségét méginkább növelte. Húsznapos hálaadó könyörgést írtak elő tiszteletére. Ekörül járt le Pompeius és Crassus konzuláris hivatása. Nem voltak nagy érdemeik, hogyha leszámítjuk, hogy a Lucában eldöntött dolgok egytől egyig megvalósultak. Előbbi Hispania Citeriort és Hispania Ulteriort, utóbbi Syriát kapta öt évre. De míg az előbbi tartományait legátusokkal kormányoztatta, addig az utóbbi a szokás ellenére idő előtt elutazott a fővárosból. Crassus alig várta, hogy rég áhított fényes hadjáratát megkezdhesse a Pártus Birodalom ellen. Még az Indiai-szubkontinens elfoglalásáról is voltak álmai, Caesar pedig Galliából bíztatta.
A következő évben (Kr. e. 54) megkezdte az előkészületeket egy sokkal nagyobb britanniai expedícióra. A legfőbb feladat a flotta felkészítése volt, mivel 5 légiót és 2000 lovast akart átszállítani. Miután ezt elrendelte legátusainak, télre Gallia Cisalpinába utazott személyes ügyeket intézni, továbbá dolgozott kapcsolatain a helyi vezetőkkel. Május végén visszatért csapatai téli szálláshelyére és meggyőződött arról, hogy hadereje felkészült. Kiadta, hogy a hajóhad egyesüljön Portus Itiusban (talán a mai Boulogne-sur-Merben).
Az előkészületek tehát jól haladtak, azonban Galliában a megbékéltség illúziója kezdett eloszlani. Caesar tudósításai pacifikációról számoltak be, azonban a valós helyzet ettől messze állt. Hegemóniájának alapját mindössze a nemességen belül kialakított rokonszenvező csoportosulások jelentették. Okosan kellett lavíroznia, hogy ezt a réteget életben tartsa: egyeseket ajándékokkal elcsábított, másokat fenyegetésekkel sakkban tartott. Ezekből választotta ki, hogy kit helyezzen pl. az atrebasok, a carnutusok vagy a senók élére. Támogatta azt a galloknál elterjedt rendszert, hogy kisebb törzsek erősebb törzsek köré gyűlnek vazallusokként. Természetesen „vezető törzseknek” a vele kollaborálókat ismerte el, mint az aeduusok vagy a remusok. Most Indutiomarus, a treverek törzsfője elutasította a római parancsokat, sőt elvileg összebeszélt a Rajnán túliakkal. Büntetőhadjáratot indított ellene négy könnyű fegyverzetű légióval és 800 lovassal, azonban a feszültség erőszak nélkül feloldódott: Indutiomarus megjelent Caesar előtt és átadott neki 200 előkelő túszt, köztük saját fiát. Nem tehetett mást, ugyanis vejének, Cingetorixnak hatalmasabb Caesarpárti frakciója rákényszerítette.
Ezután az expedíciós sereg összegyűlt Portus Itiusban, megérkezett egy 4000 fős gall lovasság is. Caesar ráparancsolt a hűtlen arisztokratákra, hogy jöjjenek vele, mert nem akarta, hogy mozgolódás történjen távollétében. Régi riválisa, Dumnorix megtagadta a részvételt és másokat is erre inspirált. Emiatt az indulás egy hónappal eltolódott. Mikor végre behajóztak, Dumnorix követőivel elhagyta a tábort. Caesar lovasosztagot küldött ellenük, intve őket, hogy csak ellenállás esetén öljék meg. Végeztek vele, miközben azt kiabálta, hogy ő „szabad ember, szabad törzs fia”.
A következő napon elérték a partot. Ez alkalommal nem várt rájuk sereg, hiszen, mint a foglyoktól megtudták, a britek elszörnyedtek hatalmas hajóhaduktól. 800 hajóból állt! Miután megvetették a lábukat megváltozott a helyzet. Nagy had gyűlt össze, mely élére egyhangúlag Cassivellaunust választották, aki erős uralkodó, egyben tapasztalt hadvezér volt. Birtokai a Temzétől északra terültek el.
A két sereg között több nagy ütközet is lezajlott. Ezek a rómaiak javára dőltek el, de nagy veszteségeket szenvedtek és nem tudták megsemmisíteni az ellenséget. Caesar áterőltette katonáit a Temzén, hogy a brit fővezért végleg legyőzze. Ezt követően elesett „Cassivellaunus városa” (talán Verulamium, a mai St Albans), de a döntő esemény a fontos trinovantok és néhány másik törzs átállása volt. Ők megadták magukat a rómaiaknak. A tovább ellenállók utolsó alkalommal megkísérelték a betolakodók megverését, amikor váratlanul rárontottak a táborukra, de ismét elbuktak.
Augusztusban meghalt Caesar lánya, egyben Pompeius felesége, Iulia, kit mindketten nagyon szerettek. Ezzel fontos kapocs szakadt el a szövetségesek között. Iulia származása miatt népszerűségnek örvendett Rómában, így az egyik konzul és néhány tribunus tiltakozása ellenére a Mars-mezőn temették el ünnepélyesen. Caesar felajánlotta társának a dinasztikus kötelék felújítását azzal, hogy hozzáadja Octaviát, testvérének unokáját, (C. Octavius, azaz Augustus nővérét) de az elutasította. Engesztelésként megígérte, hogy eléri Caesar feljogosítását arra, hogy a Kr. e.-i 48-as választásokon távolállóként is jelölhesse magát. Ugye ekkorra kellett lejárnia a galliai missziójának.
Ekkorra mindkét fél hajlott a békekötésre. A rómaiak igyekezett télre visszatérni Galliába, mert ott újra barátságtalanná vált az atmoszféra. Az éves adó és a túszok számának megállapítása után elhagyták a szigetet. A britanniai hadjáratok csalódást okoztak: területi nyereséget nem hoztak, de jelentős szerzeményt sem, hiába szóltak a mendemondák nagy gazdagságról.

## Ambiorix és Indutiomarus lázadása
Nem sokkal visszatérése után Caesar értesült az elmúlt évi aszályról, mely éhínséggel fenyegette Galliát. Nem helyezhette el kompakt módon katonáit téli szállásukra, hanem szét kellett őket szórnia számos törzs területén, hogy azok el tudják őket tartani. Ő csak addig tervezett az országban maradni, amíg ezt a komplikációt elrendezi. Samarobriva (a mai Amiens) városát jelölte ki fő helységnek. Másfél nemrég toborzott légió az eburók földjén lett elhelyezve, a Maas és a Szajna között, Q. Titurius Sabinus és L. Aurunculeius Cotta parancsnoksága alatt. Pontosan két héttel megtelepedésük után az eburók megtámadták őket, azonban könnyedén visszaverték őket. Caesar szerint Indutiomarus buzdította őket a támadásra, aki már régóta forgatta a fejében a felkelést. Ambiorix, a törzs feje levelet küldött a táborba, amiben azt állította, közössége nyomására adta ki a parancsot. Elvileg önnön akaratából sosem cselekedett volna így, mert van elég esze, és személyesen tartozik Caesarnak. Az üzenetének lényege az, hogy Gallia közösen lépett fel és az összes tábort egyidőben megrohamozták. Előre megbeszélt akció volt ez. Nagy germán sereg is érkezik, mely két nap múlva itt lesz. Azt tanácsolja régi barátjának, Sabinusnak, hogy szedje a sátorfáját és csatlakozzon valamely közel állomásozó légióhoz. Esküvel biztosítja a római csapat szabad és akadálytalan átvonulását a területén. Az ajánlat hatására összehívták a haditanácsot. Cotta úgy vélekedett, meg tudják állni a helyüket és Caesar jóváhagyása nélkül nem hagyhatják el a stációt, míg Sabinus, hozzátéve, hogy nem az ellenség tanácsára, ezt szükségesnek tartotta. Hosszú vita után az utóbbi hangja győzött.

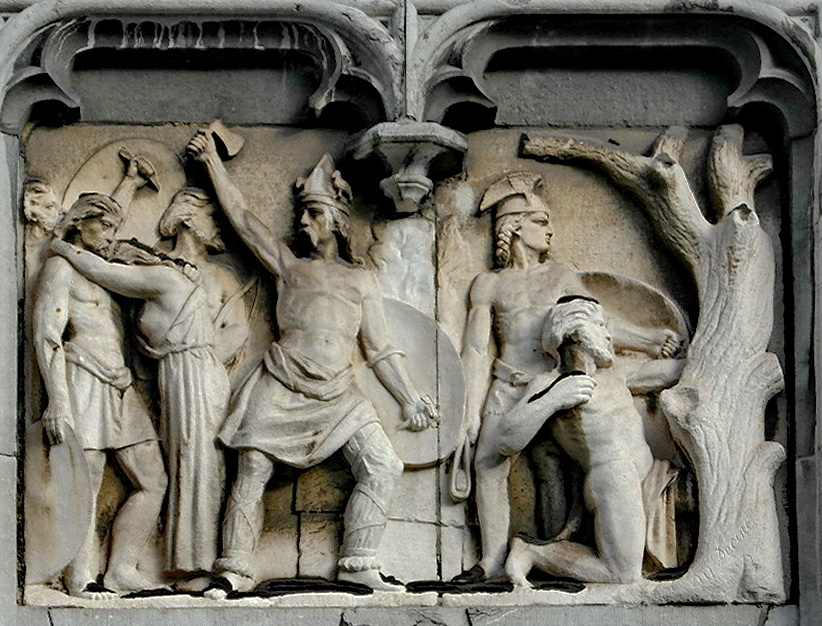
Részlet a liégei Herceg-Püspökök Palotájának homlokzatáról, melyen Ambiorix személyesen támadást indít

Holnap hajnalban elnyújtott oszlopban, böhömnyi málhával útnak indult a hadsereg. Az eburók kettős csapdát állítottak nekik és hirtelen rajtuk ütöttek. Sabinus ekkor teljesen elvesztette az eszét és remélve, hogy őt életben hagyják, megadta magát Ambiorixnak, aki megölette. Cotta nem sokkal ezután esett el a harcban. A csapatból megmaradtak visszaloholtak a táborba és ott késő éjszakáig kitartottak, de reménytelenségüket felismerve inkább öngyilkosok lettek, minthogy megvárják legyőzésüket.
A galliai római erők nem szenvedtek még ekkora vereséget.
Ambiorix szorgosan keresni kezdte a szövetségeseket. Rávette az aduatucusokat és a nerviusokat, hogy az eburókkal közösen támadják meg Q. Tullius Cicero, a szónok öccsének légióját. Az első támadást nagyon nehezen, de elhárították. Éjjel-nappal erődítették a tábort az ellenség szüntelen offenzívája közben. Cicero segítségkérő küldöncei és levelei nem jutottak el Caesarhoz, mert elfogták őket. Látva az ostromlottak kitartását, a nerviusok hasonló húzással próbálkoztak meg, mint Ambiorix. Üzenetet küldtek Ciceróhoz, melyben értesítették őket Sabinus és Cotta végzetéről és azt hazudták, hogy a többi állomást is körbevették, továbbá átkelt egy nagy germán sereg a Rajnán. Nem táplálnak mérges érzületet ellenük, csak nem akarják, hogy az ő területükön működjön a szállás, ezért elengedik őket. A legátus csak annyit felelt, hogy a római népnek nem szokása alkudozni fegyveres ellenféllel, de ha leteszik a fegyvert, közvetíti igényeiket Caesarhoz. A harcok kétszeres erővel újultak ki. A vállalkozás viharos hetedik napján történt rohamban több táborbeli épületet is felgyújtottak.
A Feljegyzésekben egy „novellabetétet” olvashatunk két bátor centurióról, nevük T. Pullo és L. Vorenus. Egymással vetélkedtek, hogy kit léptetnek elő hamarabb. Amikor a leghevesebben tombolt a küzdelem, Pullo ezt rikoltotta: „Mire vársz még, Vorenus? Hát találhatsz vitézséged bizonyítására jobb alkalmat? Ma dőljön el a verseny kettőnk között!” Majd a támadók sűrűjébe vetette magát. A másik becsületét féltve követte. Pullo, amikor közel ért, teljes erőből a gallok közé hajította kopjáját, keresztüldöfve az egyiket. Azok nem engedték visszatérni a vonalhoz, egymás teste elé helyezték pajzsukat és nyilakat bocsátottak rá. Pajzsát átütötték, majd kardjának markolatába dárda fúródott, így nem bírta azt kirántani. Körülfogták minden oldalról. Ekkor befutott Vorenus, akire az ellenség nagyrésze rávetette magát, mert azt hitték, Pullo már halálos sebet kapott. Vorenus mesterien forgatta fegyverét. Levágott egy gallt, a többit pedig üldözőbe vette, viszont gödörbe esett. Most már őt vették körbe, de Pullo segítségére sietett és együtt visszaverekedték magukat a táborba. Sok ellenséget legyőztek és ünnepelve fogadták őket.
Végül Cicerónak mégis sikerült eljuttatnia levelét Caesarhoz, aki most is gyorsan cselekedett. Tudomást szerezve közeledtéről, a gallok megszakították a támadást és felé vették az irányt. A Feljegyzésekben az ő létszámuk 16.000 fő, míg a rómaiaké nem egészen 7000. Két légió. Caesar körültekintően választotta ki a táborhelyét. Óvatosságát a felkelők gyengeségnek észlelték és átgondolatlanul ostrom alá vették. Mikor azonban azok kitörtek, a gallok futásnak eredtek és jelentős részük odaveszett. Cicero hősies csapata így megmenekült.
Indutiomarus Labienus a remusok földjén, azaz a mai Sedan körzetében lévő erőit tervezte megtámadni, azonban hallva barátai vereségéről, visszament népéhez. A treverek azonban nem adták fel, csak felkészültek az ezt követő harcra. Caesarnak vissza kellett mennie Samarobrivába. Itt egyfolytában érkeztek neki a vészjósló jelentések. Elhatározta, hogy télen nem tér haza. Összehívta a törzsfőket és egyeseket megijesztett, míg egyeseknek a kedvében járt. Azonban ezzel sem tudta eltántorítani az mindegyiküket a zendülésről. A senók elűzték az általa installált királyukat és kis híján meg is gyilkolták. Csak az aeduusokban és a remusokban bízhatott meg. Ő ezt a helyzetet elfogultság nélkül azzal magyarázta, hogy a római uralom nagy terheket ró a lakosságra.
A trevereknek nem sikerült megnyerniük a germánok támogatását, de sok gall törzs lelkesen válaszolt a felhívásukra. Indutiomarus fegyveres gyűlést hívott össze, mely egyet jelentett a hadműveletek kezdetével. Tradicionálisan az összes felnőtt férfinak meg kellett jelennie teljes fegyverzetben, aki utolsónak érkezett, azt mindenki szeme láttára halálra kínozták. Az összejövetelen Cingetorixot ellenséggé nyilvánították, vagyonát elkobozták. Indutiomarus felvázolta haditervét: a remusok földjén keresztül akart eljutni a senókhoz, hogy egyesítsék erőiket. Útközben el akarta pusztítani Labienus állását.

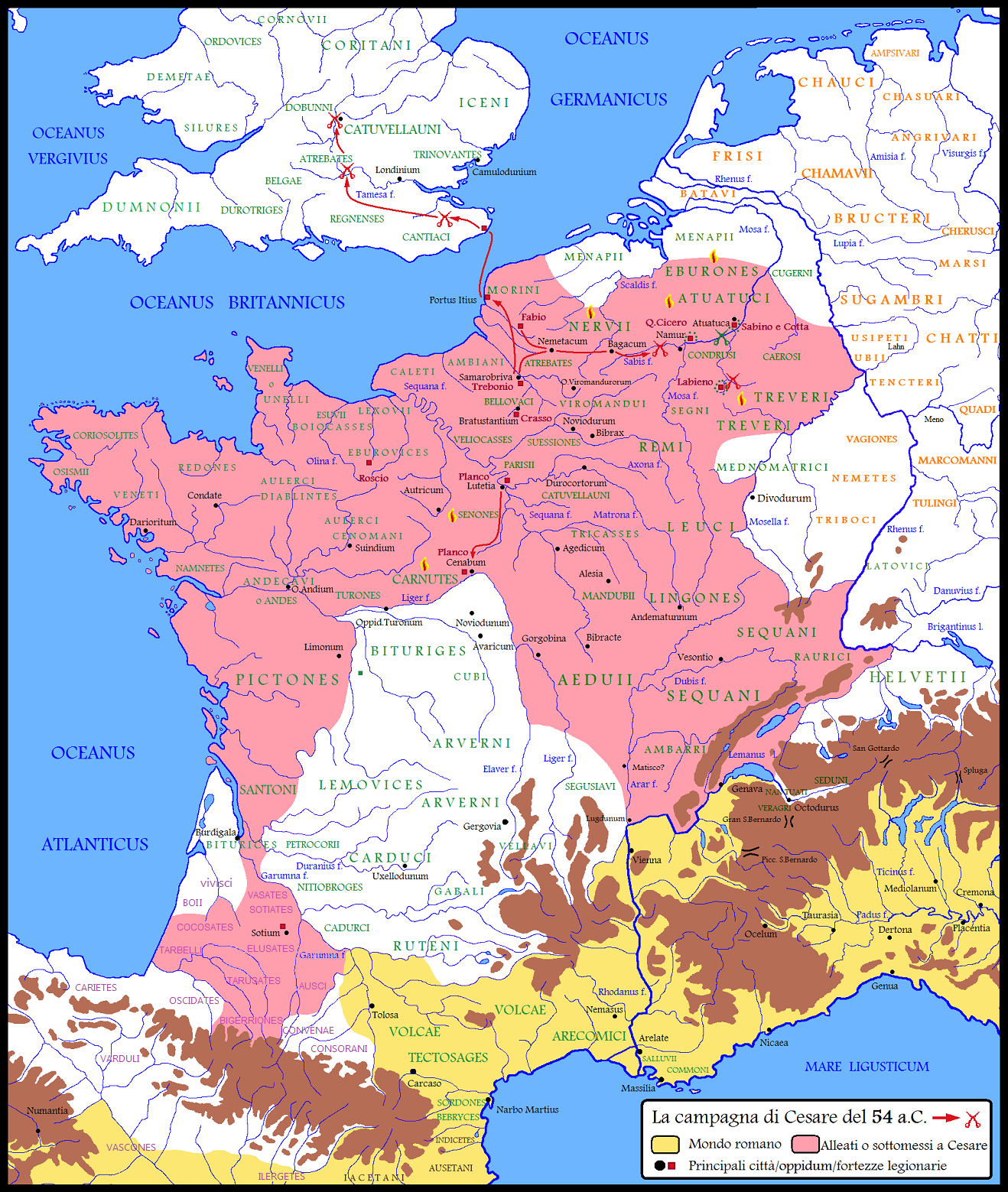
Caesar Kr. e. 55-ös hódításai és 54-es hadmozdulatai, térképen

Az nyugodtan várta az ellenséget. Embereit kiválóan védte a természet és kétkezi munkájuk. Egy nagy lovasosztag is jelen volt nála, melyet a szomszédos törzsektől kapott. Indutiomarus, amikor seregével elérte a tábort, szinte naponta körbelovagolta kíséretével; kopjákat dobáltak be a sáncok fölött, hogy felingereljék a benti katonákat. Labienus néhány napig nem reagált a kihívásokra, amikor azonban egyszer laza csoportban távolodni kezdett a vezér, jeladására mindkét kapun kivágtatott a lovasság. Mindenekelőtt az volt a feladatuk, hogy érjék utol Indutiomarust. Ez sikerült is, miközben haladt át egy folyón. A lovasok a fejével tértek vissza a táborba begyűjteni nagy jutalmukat. Visszafele kiontották a vérét mindenkinek, aki útjukba került.
Az eburók és nerviusok ettől a fordulattól lelombozódtak és szélnek eresztették a seregeiket. Caesar ennek ellenére büntetőhadjáratott szervezett. Először pótolta hirtelen ért nagy veszteségeit. Pompeiushoz fordult, aki rendelkezésére bocsátott egy pár éve kiállított légiót (egy Kr. e. 55-öset.) Emellett Sabinus és Cotta 15 cohorsa helyébe 30 újat szervezett. Összhadereje ezzel 10 légió volt. A feltöltés gyorsasága megmutatja Róma hihetetlenül széles lehetőségeit.
A Kr. e.-i 53-as év a nerviusokon való megtorlással kezdődött. A szerencsétlenek védtelenek voltak, amikor Caesar négy légióval váratlanul betört az országukba. Borzalmas pusztítást végeztek és rengeteg rabszolgával és állattal távoztak. A törzset másodszori meghódolásra és még több túsz átadására kényszerítették. A gyors hadjárat után Caesar visszavezette a sereget a téli szállásra.
Kora tavasszal újra összehívták a megszokottá vált általános értekezletet. A senók, carnutusok és treverek nem jelentek meg. Caesar távolmaradásukat elszakadás jelének vette és kifejtette róluk véleményét. Áttette székhelyét Lutetiába, (a mai Párizsba) mely a vele szövetséges és senókkal szomszédos parisiusokhoz tartozott, majd megindult ellenük. Ez még a gyűlés napján történt. Acco, aki felelős volt a közösség felbujtásáért, megpróbált védelmet szervezni: elrendelte, hogy mindenki gyülekezzen a városokban. Csakhogy eddigre már a római sereg majdnem odaért. Amikor ezt megtudták, lemondtak az ellenállásról és megkérték Caesart, hogy kegyelmezzen nekik. Az aeduusok is felszólaltak értük, ugyanis az ő protektorátusuk alá tartoztak. A carnutusok is így tettek, az ő protektorjuk, a remusok közvetítésével. Így hát túszok kiszolgáltatásával mindketten megúszták a retorziót.
Szintén kora tavasszal, gyümölcsös előzetes betörése után Crassus ismét hadjáratot indított Perzsiába, ezúttal fiával, akit Caesar elbocsátott, hogy hozzácsapódhasson. Az Eufráteszen keresztül benyomultak az ország belsejébe. Útjuk sivatagos területen vezetett át, előttük mindent megsemmisítettek. A kimerült sereget belevitték egy döntő ütközetbe, amiben totálisan megverték. Az ifjabb Crassus hősi halált halt, apját pedig orvul meggyilkolták, miután elfogadta a tárgyalást. Fejét elküldték II. Orodeshez. Az inváziós haderőnek csak kis része jutott haza. A szövetségből így duumvirátus lett, melynek tagjai egyre inkább eltávolodtak egymástól.
Caesar mindenekelőtt a treverekkel és Ambiorixszal akart leszámolni. Az utóbbi tervének személyes jelentősége is van. Mikor értesült a 15 cohors pusztulásáról, megesküdött, hogy bosszút áll értük. Addig tüntetőleg le sem nyíratta haját és szakállát.
Az eburókkal lepaktált menapiusokhoz tört be először, három hadoszloppal. Azok ezelőtt egyszer sem küldtek követeket hozzá. Ismét kifosztotta földjüket. A menapiusok hajlandóak voltak letérdelni és túszokat küldtek. Figyelmeztette őket, hogy ne fogadják Ambiorix diplomatáit és ne nyújtsanak neki menedéket. Ezután a treverek felé vette az irányt, de Labienus előbb szállt velük szembe.
Ugyanis azok Indutiomarus rokonainak győzködésére nagy sereggel Labienus tábora alá vonultak. Kiderítették, hogy két légió erősítést kapott Caesartól, ezért taktikát változtattak. Elhatározták, hogy germán segédcsapatokra várnak, addig tábort vernek. Labienus huszonöt cohorsával előrébb mozdult, kb. egy mérföldre az ellenségtől, egy folyó magas partjára. Jól megerősítette pozícióját. Miután pár napon át a trevereknél nem vélt felfedezni szándékot a kimozdulásra, cselhez folyamodott. Haditanácsban hangoztatta, hogy nem kívánja megvárni amíg a gallok és germánok serege egyesül, ezért menten visszahúzódik. Ahogy számította, kijelentése már aznap eljutott gall lovasai révén a treverekhez. A katonai tribunusokat és idősebb centuriókat arra utasította, hogy a lehető legnagyobb lármával bontsanak tábort, hogy az ellenség azt higgye, pánik tört ki a seregben. Csak egy szűk parancsnoki gárda előtt tárta fel tervét. Mihelyt az utóvéd is elhagyta a tábort, a gallok a nyomukba eredtek át a folyón. Labienus addig folytatta a masírozást, ameddig át nem csalta a teljes ellenséges sereget az innenső partra. Ekkor megfordította seregét, és rövid beszéd után rohamot indított. A meghökkent barbárokat könnyedén megfutamították. A szárnyon elhelyezett lovasság a túlélők után eredt és sokakkal végzett. Indutiomarus rokonai mind megmenekültek és csatlakoztak a germánokhoz, akikkel Germániába távoztak.
A főhatalom a törzsben Cingetorixhoz került, aki „kezdettől fogva tántoríthatatlan” híve volt a római népnek.
Annak érdekében, hogy elzárja Ambiorix elől ezt a menekülőutat, és megelőzze a további germániai segítség folyását, Caesar úgy döntött, újra átkel a Rajnán. Pár nap alatt elkészült a híd Cingetorix földjéről, ezen átvezette seregét, kivéve olyan szignifikáns osztagokat, melyeket a híd védelmére és a törzs felügyeletére kívánt hátrahagyni. Rögtön győzködni kezdték az ubiusok, hogy nem ők indították a különítményt, túszokat is küldtek. Vizsgálat után megállapította, hogy igazat beszélnek, és nem ők, hanem a szvébek nyújtottak segítséget. Ámde azok és társaik a régió erdős szegélyére húzódtak vissza, amikor meghallották a hadvezér érkezését. Caesar túl nagy kockázatnak tartotta az olyan messzi, felderítetlen vidék bejárását; helyette szétszedette az ubiusoknál lévő híd egy részét és négyszintes őrtornyot építtetett a másik részre. 12 cohorsot ültetett ehhez.

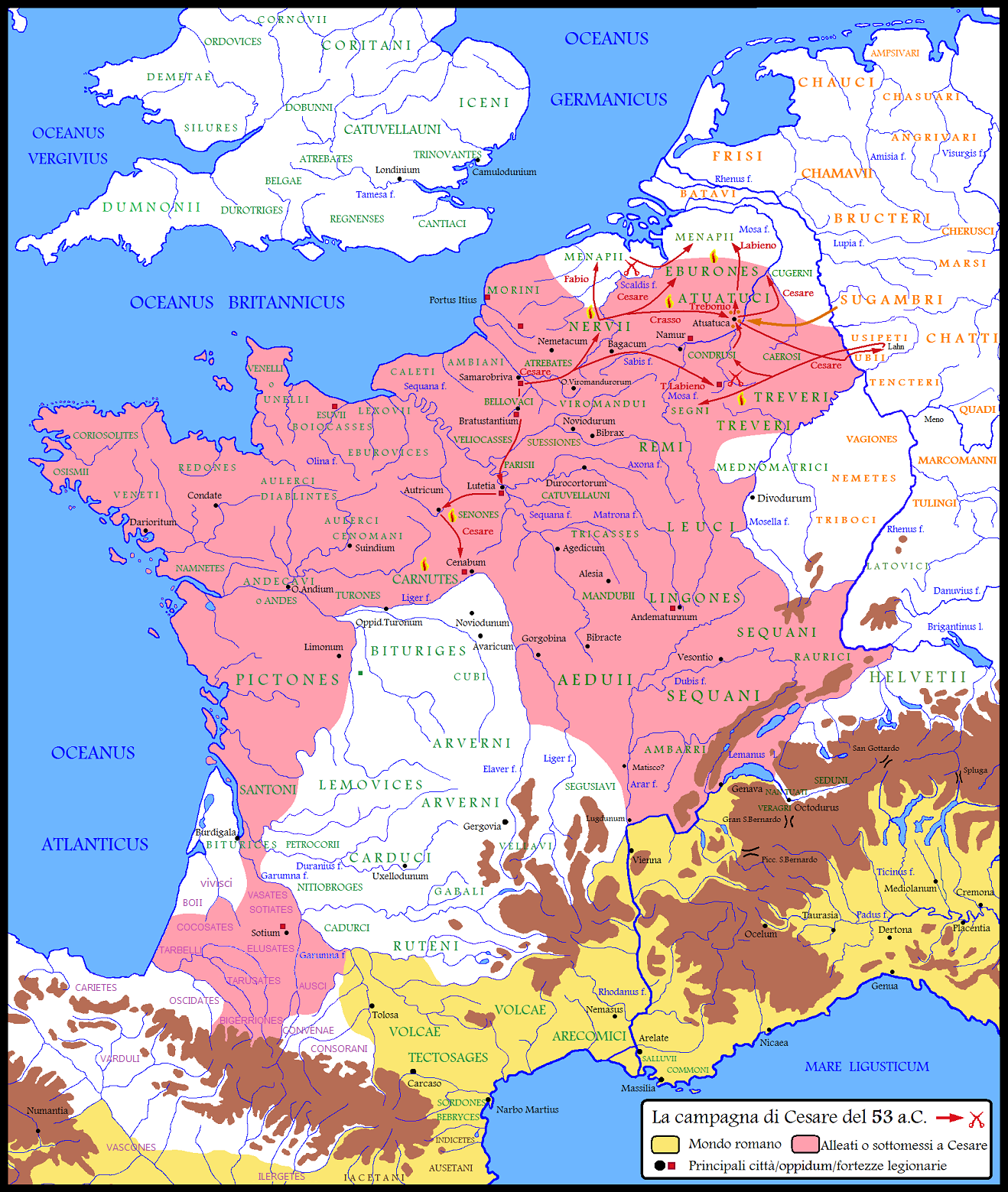
Caesar Kr. e. 53-as hadmozdulatai, térképen

Ezután a rómaiak csak arra koncentráltak, hogy Ambiorixon revansot vegyenek. Az Ardenneken keresztül vonultak a nerviusok földjére, ami több, mint 500 mérföldre volt a treverek földjétől! L. Minucius Basilus parancsnoksága alatt az egész lovasság előrehaladt azzal a feladattal, hogy fogják el Ambiorixot. Még a tűzrakás is meg volt tiltva nekik, hogy rejtve maradjanak. Kis híján, de minden alkalommal kicsúszott a kezükből, így megalázottan, de élve elmenekült négy megmaradt elkötelezett lovasával oldalain. A rómaiak egy légiójukat és raktáraikat az aduatucusoknál hagyva, kilenc légióval három menetoszlopban érkeztek meg az eburók földjére. A punokéhoz hasonló iszonyatosan könyörtelen irtás következett be. A szabad prédává tett eburók kifosztásában a szomszédos népektől kezdve (kiknek Caesar külön felajánlotta) a sugamberekig sokan részt vettek mellettük. Ezek a sugamberek annyira éheztek a zsákmányra, hogy még a hátrahagyott légió táborát is megrohamozták, hátha többre tesznek szert, és majdnem sikerrel is jártak.
Ősszel újabb gyűlésre került sor, ezúttal Durocortorumban (a mai Reimsben), a remusok területén. A senók és carnutusok lázadásának okai kivizsgálása eredményeként Accót kínhalállal kivégezték. Néhány cimboráját, kiknek sikerült megszökni, örökösen száműzték. Télre a hadikar a senóknál adott pihenőhelyet hat légiónak, a többinek is a környéken. Caesar ezután az Alpokon inneni Galliába ment.

## Vercingetorix nagy felkelése
Ott értesült a friss fejleményekről, arról, hogy a városban anarchikus állapot uralkodik és Pompeiust sine collega, azaz társ nélkül konzullá választották. Ugyanis az nemcsak (a Kr. e. 48-as konzulválasztással kapcsolatban) Caesarral, hanem a szenátussal is kompromisszumot kötött. M. Calpurnius Bibulus, Caesar volt konzultársának javaslatára történt az elekció. Ezzel Pompeius közel került a diktatórikus hatalomhoz, azonban a szenátusnak felelnie kellett. Egy idő után megválasztották mellé Q. Caecilius Metellus Pius Scipiót, aki Caesar ellenfelének számított. Ennek lányát, Cornelia Metellát el is vette feleségül. Pompeius toborozni kezdett az Appennini-félszigeten.
Caesar reakcióképpen maga is sorozást kürtölt a Provinciában. A Köztársaságban zajló turbulencia híre gyorsan eljutott Gallia Transalpinába. Legalább ennyire gyorsan torzult. Az új mozgalom olyan értesülések hatására kelt szárnyra, mint az, hogy Rómában felkelés tört ki, Caesar nem jöhet a csapataihoz. Emellett tisztában voltak azzal, hogy a hadvezér helytartói hatalma nemsokára eltűnik. Kétségtelen az, hogy a Kr. e.-i 52. évi harcok voltak a legnehezebbek és ezek döntötték el, Gallia független marad-e, vagy Rómához fog tartozni. Plutarchos úgy gondolja, ha a felkelés két évvel később tört volna ki, amikor Caesar már belebonyolódott a polgárháborúba, akkor Rómát nem kisebb veszély fenyegette volna, mint a kimber háború idején.
Egy előre kitűzött napon a carnutusok Cenabum (a mai Orléans) városában lemészárolták a római polgárokat, vagyonukat pedig széthordták. A lázongás innentől kezdve futótűzként terjedt. Élére nem a carnutusok, hanem az arvernek törzse került, mely ezidáig hű volt Rómához. Most azonban e hatalmas közösség élére egy nemesi származású fiatalember, Vercingetorix került. Királyi erejét a falusiak közötti általános kedveltsége támasztotta meg. Városi környezetben kevésbé haragudtak a rómaiakra. Energikus tevékenységének köszönhetően tizenkét szomszédos törzset maga köré halmozott, melyek főparancsnokuknak nevezték ki. Nem vesztegetve az időt, erői egyik felét Lucterius nevű parancsnokával az élen délre küldte, másikkal pedig észak felé vette az irányt. Az aeduusokhoz kötött biturigok felé ment, mert rá akarta őket venni, hogy álljanak mellé.
A gallok meglepetésére Caesar megjelent, és ugyanannyira erélyesen felvette a harcot. Narbóba (a mai Narbonne-ba) sietett, amihez rövid idő alatt erődített vonalat készíttetett, helyőrséget téve minden fenyegetett pontra. Lucterius célját ezzel meghiúsította. Ezután egy nagy létszámú, főként Galliában toborzott sereg élén áthaladt a Cevenneken, amit hótorlaszok miatt járhatatlannak tartottak. Így az arvernek földjén kötött ki. Vercigetorix kénytelen volt elhagyni a biturigok területét, de mire visszaért, Caesar már máshol volt. Pár napig pihentette katonáit, majd Viennába (a mai Vienne-be) ment, onnan pedig lovassággal délre az aeduusok földjén keresztül az ottani légiókhoz. Ezzel bravúrosan összevonta hadait.

Vercingetorix a maga eszes húzásával válaszolt. Ostrom alá vette Gorgobinát, a bójok fő városát. A bójok az aeduusok kliensei voltak, a rómaiak helyezték őket ide. Ha Caesar nem nyújtott volna nekik segítséget, galliai reputációja nagyon leesett volna. Kénytelen volt jóval idő előtt kivezényelni seregét. A teljes málhát két légióval Agedincumban (a mai Sensben) hagyta. Igyekezett büntetni az ellene szegült törzseket útközben. Ostrom alá vette a seno Vellaunodunumot, majd Cenabumot. Az előbbi mindössze két nap alatt elesett, így az utóbbi lakosai nem tudtak elég jól felkészülni. Éjjel megpróbáltak a Loire hídján elmenekülni, de ezt a rómaiak észrevették és benyomultak a városba. Az oppidumot kifosztották és porig égették, lakossága javarésze fogságba esett. Ezután Caesar átment a biturigok területére a folyón keresztül. Amikor Vercingetorixot informálták a rómaiak érkezéséről, elhagyva az ostromot feléjük indult. A biturigok Noviodunum nevezetű városa engedett a nyomásnak. Caesar a szokványos követeléseit prezentálta: adják át fegyvereiket, továbbá nyújtsanak lovasegységeket és túszokat. Ezeknek előkaparása közben a noviodunumiak megpillantották Vercingetorix seregének lovas elővédjét. A reményteli látvány felélénkítette a közösséget, ami újra fegyvert ragadott. Mindjárt ütközet bontakozott ki a római és gall lovasság között. Mikor Caesar harcosai már alig bírták, erősítést kaptak, mely 400 válogatott germán lovasból állt. A mérleg így az ő oldalukra billent és elűzték az ellenséget. Ezután a várost feladták.

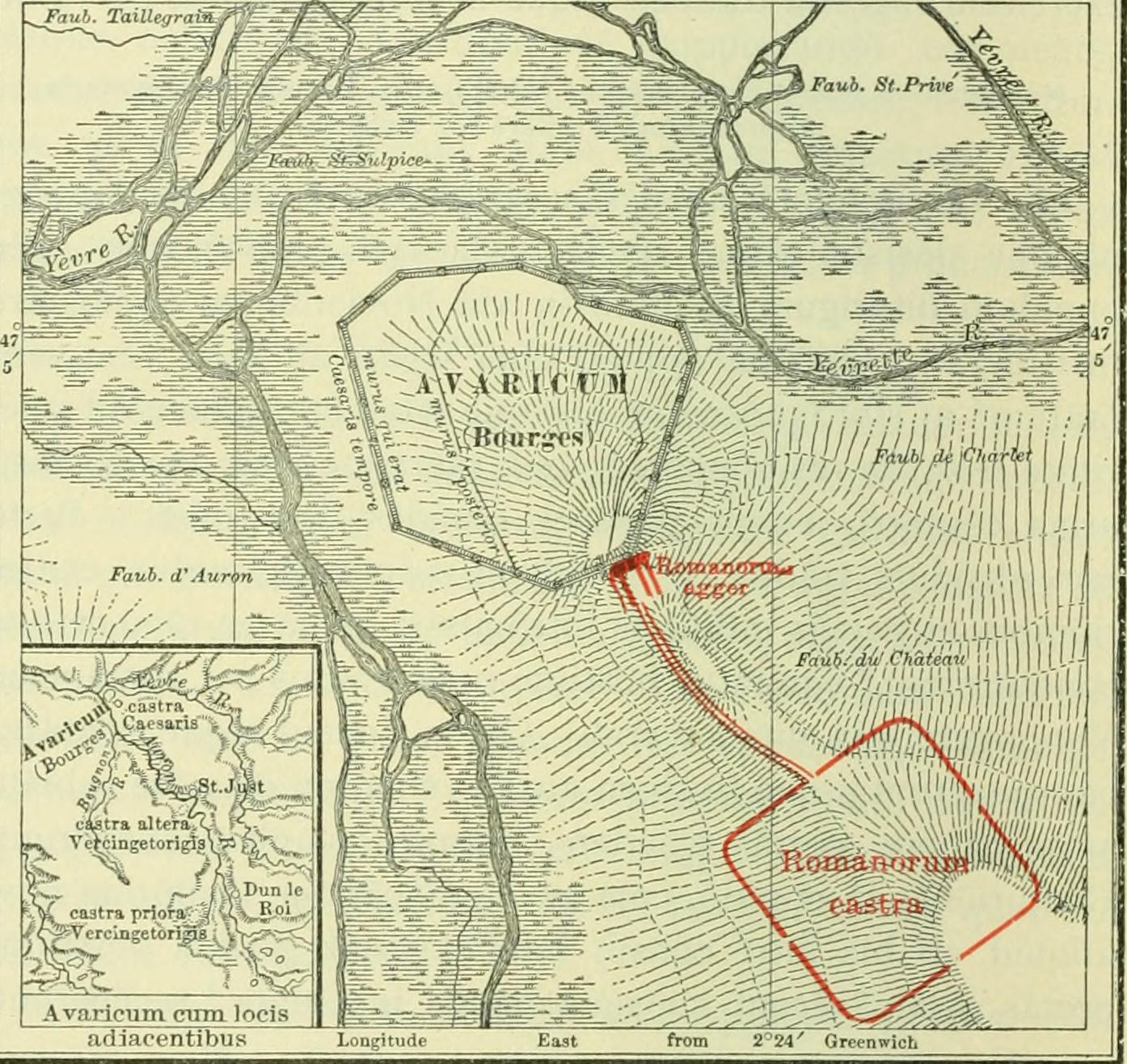
James B. Greenough rajza Avaricum ostromáról

 Rövid időn belül sok lényeges település elesett és a felkelők komplett kudarc felé haladtak. Vercingetorix, levonva a tanulságokat új stratégiát dolgozott ki. Ezt különleges gyűlésben ismertette, (a Feljegyzésekből) nagy vonalakban így: le kell mondani a frontális összecsapásokról, hiszen az effajta csaták mindig a rómaiak javára dőlnek el. Ám Gallia vitathatatlanul fölényt élvez lovasságban. Ezt kihasználva bojkottálniuk kell azok takarmánybeszerzését. Ez majd arra készteti őket, hogy felosztódjanak, kis csapataikat pedig rajtaütésekben le lehet kaszabolni. Meg kell érteni azt is, hogy a magánérdeket fel kell áldozni a közjóért. Azokat a helységeket, melyek nem tudják kiállni az ostromot, nyugodt szívvel rombolják le! A haditervet egyhangúlag elfogadták. Caesar Avaricum (a mai Bourges) felé tartott. A biturigok térdre borulva könyörögtek a tanácskozóknak, hogy kíméljék meg városukat és az országban elismerten páratlan szépségét, továbbá előnyös fekvését emlegették. A fővezér végül bólintott, így az új megközelítés nem került próbára egyből.
A rómaiaknak tényleg nagyon nehéz feladat volt a város megostromlása. A falakon túl láp feküdt, mindössze egy keskeny ösvényt nem terített folyó vagy mocsár. Itt ütöttek tábort. Vercingetorix szorosan nyomon követte őket és saját táborát a legelérhetetlenebb zugban helyezte el. Innen zavarta a munkálatokat és az utánpótlást. Ez olyan nagy problémát jelentett, hogy Caesar a katonáira bízta, mondjanak-e le a város bevételéről. Azok hajlandóak voltak elviselni a nélkülözéseket. Mindazonáltal nagy óvatosság figyelhető meg további lépéseiben. Egyszer Vercingetorix lovasságát és könnyűgyalogságát elvezette, hogy egy csapdát állítson. Mikor ezt Caesar megtudta, éjszaka megközelítette az ellenséges tábort, de látva, milyen magasan van, lebeszélte katonáit a megrohamozásáról. Idővel tornyokat, sáncokat és fedett ostromtetőket emeltek. Egyik éjjel az ostromlottak kitörtek, abból a célból, hogy felgyújtsák a műveket. A harc egész éjszaka dúlt, végül azonban minden reménytelenné vált számukra. Pár nap múlva a rómaiak ellentámadtak és elfoglalták a várost. Ki akarták fizettetni a fáradozásaikat, így senkinek sem kegyelmeztek, akivel találkoztak. Sem öregnek, sem asszonynak, sem gyermeknek. A 40.000 polgárból kb. 800 maradt életben. A gallok veresége ellenkező hatást ért el, mint Caesar várta. Vercingetorix popularitása megnőtt, mert szava beigazolódott: Avaricumot sem kellett volna védeni. Eközben az aeduusok törzsében nőtt a viszály. Két jelölt versengett a vezérségért, mindkettő a saját tömérdek hívével, és azt hangoztatva, hogy törvényesen megválasztották. Caesar megértette, hogy ha vérengzésig fajul a konfliktus, a gyengébb fél Vercingetorixtől fog támogatást várni. Decetiában (a mai Decizében) meghallgatta őket, majd Convictolitavis javára döntötte el a vitát, mert őt ősi szokás szerint választották meg a druidák szervezésével.

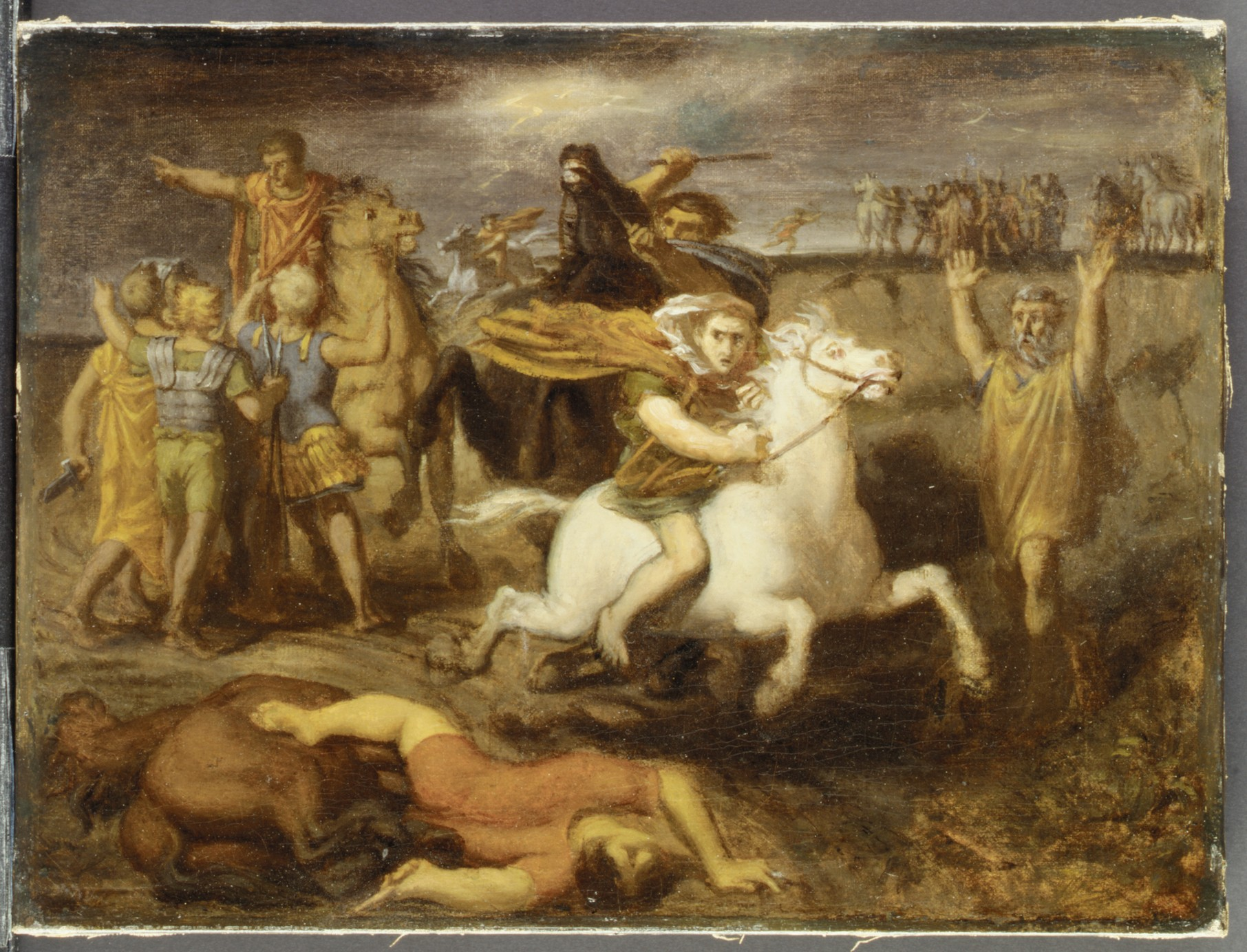
Théodore Chassériau festménye Litaviccus meneküléséről

A hadműveletek folytatása érdekében meg kellett osztania erőit. Maga hat légióval az arvernek Gergovia (a mai Gergovie) városa felé vette az irányt, négy légiót pedig Labienusnak adott át, hogy leigázza a senókat és a parisiusokat. Caesar az Allier mentén haladt előre. Vercingetorix a folyó másik oldaláról figyelte és parancsba adta a hidak leomlasztását. A rómaiak rászedték őt, titokban átkeltek és akadálytalanul elértek Gergoviáig. A település magas dombon épült, csak meredek ösvényeken lehetett feljutni. Egy részükhöz Vercingetorix őrséget állított, ugyanis alul táborozott le. Hosszú ostrom volt várható. Convictolitavisnak egy egyezmény értelmében 10.000 gyalogost kellett küldenie Caesarnak. Ő azonban árulást követett el, az arvernek lefizethették. Az osztagot egy Litaviccus nevű ifjú nemesre bízta, kivel titkos megállapodást kötött. Litaviccus, mikor kb. 30 mérföldre ért Caesartól, váratlanul szólt a katonákhoz. Azt hazudta, hogy a római seregben szolgáló aeduus lovasokat lemészárolták, azok parancsnokait, köztük Litaviccus testvéreit és rokonait pedig bírói ítélet nélkül kivégezték. Miután a sereget felhergelte, futárokat küldött szét, hogy tovább szítsa a gyűlöletet. Mikor ez Caesar fülébe jutott, nagy rizikót vállalt azzal, hogy közel üresen hagyta a tábort. Amint a segédcsapat hadoszlopát utolérte, felvonultatta aeduus lovasságát a parancsnokokkal együtt. A harcosok eldobták fegyvereiket és kegyelmet kértek. Ő persze nem támadt rájuk. Litaviccus legközelebbi embereivel Gergoviába menekült. Caesar, habár bizalmát elvesztette feléjük, nem hibáztatta nyíltan a közösséget. Azt mondta, a csőcselék ostobasága miatt nem óhajtja elvenni státuszukat. A törzsön belül továbbra is erős volt a függetlenségi álláspont és esélyes, hogy általánossá vált volna, ha ezt megteszi. Ebben az esetben végképp elszigetelődött volna Labienustól, aki nem dicsekedhetett nagy sikerekkel. Távollétében Vercingetorix roppant veszélyes támadást intézett a tábor ellen. Most, hogy Caesar visszatért, maga is támadást indított. Azt azonban nem várta, hogy a védők ennyire állhatatosan fogják felvenni a harcot. A roham elbukott, 46 centurio, meg kb. 700 harcost, nem tért vissza. A Feljegyzések a kudarcot azzal próbálja megmagyarázni, hogy az élen járó légiók a tusa hevében elváltak és nem hallották meg a trombitákat. Az azonban nem tiszta, hogy miért kellett egyáltalán visszavonulót fújni. Másnap beszédet mondott, melyben ugyanígy álcázta a valóságot, a terep kedvezőtlenségére fogva a történteket. Makacsságuk miatt leszidta a katonáit, de tiszteletet adott bátorságukért. A következő napokban kétszer megpróbálta kicsalogatni Vercingetorixot a síkságra azzal, hogy tüntetőleg kivezette seregét, de nem sikerült. Nem maradt más választása: le kellett mondania Gergovia elfoglalásáról.
A római vereség nagy hatással volt a hangulatra. Az aeduusok pl. csatlakoztak a felkelőkhöz, ezért az ostrom feloldása után Caesar őket vette célba. Az aeduusok leölték a római őröket és kereskedőket egy másik Noviodunum (a mai Nevers) nevű városban. Itt volt a seregkincstár, a poggyász, túszok, gabona és rengeteg vásárolt ló. A megszerzett zsákmányt a gallok szétosztották, bár a gabonakészlet olyan sok volt, hogy egy részét nem tudták elvinni, ezért a Loire-ba öntötték. Tisztában voltak azzal, hogy nem tudnák megtartani a várost, ezért lángra gyújtották. De nem csak ők fordultak ellenük. Az egyik legkipróbáltabb pártfogó, Commius király is. A bellovacusok újra ellenállást szerveztek. Labienust így már a hátország irányából is ellenség vette körül. Lutetiát még ezt megelőzően próbálta bevenni, de az ellenség felgyújtotta és lerombolta a hidakat. Így Labienus nem kelhetett át a Szajnán, sehogy sem tudott ütközetbe bocsátkozni az ellenséggel.
A főseregnél haditanácsot tartottak. A többség úgy vélekedett, vissza kell vonulni a Provinciába, hogy legalább ott ne törjön ki felkelés. Caesar azonban gyávának titulálta ezt a javaslatot és elhatározta, hogy egyesül Labienusszal. Átkelt a Loire-on keresztül a senókhoz és megüzente a találkozási pont helyét: Agedincum. Az alvezér, mielőtt erre fordult volna, kijátszotta az ellenséget és átkelt a Szajna bal partjára. Ott nagy csatára került sor, melyet megnyert. A találkozás néhány nap múlva történt meg. Ám nem csak a rómaiak rendeződtek: Bibractéban egyetemes galliai konferenciát ültek, ahol megbeszélték a további hadviselés kinézetét. Csak a remusok és a lingók tanúsítottak kitartást Róma iránt azzal, hogy nem jelentek meg. A treverek nem értek rá, ugyanis már megint harcba sodródtak a germánokkal. Az ülésen megerősítették Vercingetorix szerepét fővezetőként, és attitűdjét: magát a földet is el kell pusztítani, égessék fel a tanyákat! Alesiát (a mai Alise-Sainte-Reinet) jelölték ki központnak, mely a mandubius törzshöz tartozott. A nagy élelmiszertartalékokat egy itt létesített erődített táborba összpontosították, mely római mintázatú volt.
A római katonai vezetők aggodalma helyénvaló volt. A gallok átkeltek a Cevenneken a Provincia felé tartva. Az allobrogok védelmi vonalat szerveztek a Rhône mentén, nem engedtek Vercingetorix hízelgésének. Bevált Caesar bánásmódja az arisztokráciájukkal. A hadvezér teljhatalmú megbízottat küldött Germániába, aki az ott élő és előző évben leigázott népségen lovasokat és könnyűgyalogosokat hajtott be, aztán megfordította seregét, hogy átmenjen a sequanusok földjén. A felkelők úgy képzelték, kiürítik Galliát és rajtuk ütöttek, hogy ne merészeljenek visszatérni. Az összecsapás előtt a gall lovasok megfogadták, hogy nem engedik gyerekeihez, szüleihez, feleségéhez, de még saját házukba sem azt a harcost, aki nem nem tör át kétszer az ellenséges menetoszlopon. Két oldalról és elölről támadtak. A római lovasság is három részben lendült harcba, mindenhol egyszerre. A gyalogság állta a sarat. Kaptak erősítést ahol igazán nehéz volt a szorítás. Mégis, végül a germán lovasok tette volt a döntő: a jobb szárnyon lévő fennsíkról rárohantak az ellenségre. Azoknak egy része egyből megfutamodott, majd a többi is, hogy ne kerítsék be őket. A folyóhoz menekültek, ahol Vercingetorix volt gyalogoskatonáival.

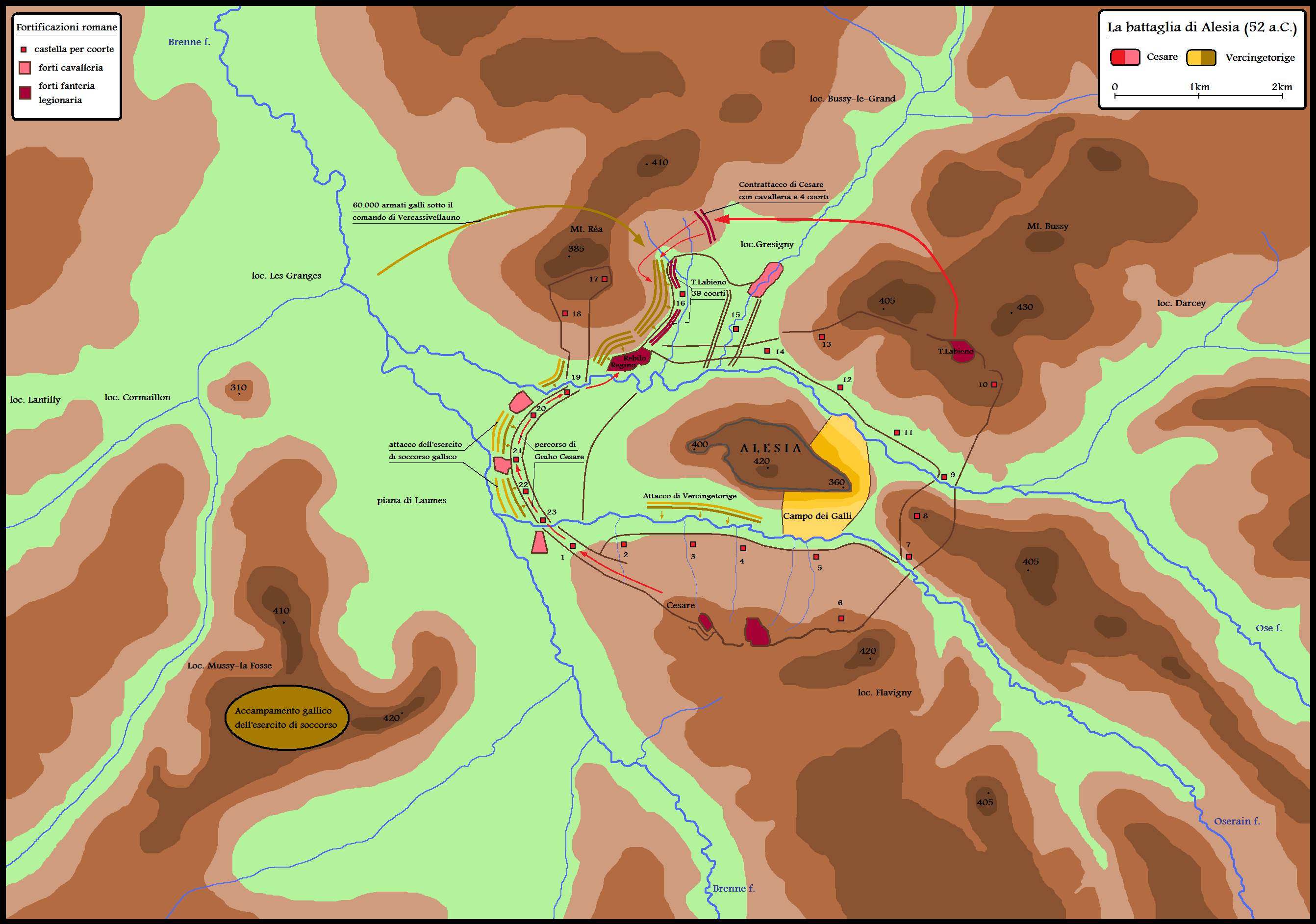
Az alesiai csata terve

Vercingetorix önmegadása, Lionel Noël Royer festménye

Visszahúzódott Alesia alá, ahol ismét erődös tábort építtetett, hogy extra védelmet adjon a falaknak. A város dombon épült, körben víz folyt. Csak jól felhúzott ostromzárral lehetett sikert elérni. A legionáriusok 17 km-es erődítményláncolatot kezdtek építeni. Vercingetorix, ahogy tudta, akadályozta ezt lovasaival, de heves lovassági csata bontakozott ki. Emezt ismét a germánok döntötték el. Ekkor szétküldte a megmaradt lovasságát, hogy toborozzanak harcképes férfiakat a környék törzseiből. Megmagyarázta nekik, hogy a helyzet merőben megváltozott: a népfelkelés végzetes veszedelembe került, élelmiszertartalékai 80.000 emberét kb. egy hónapig tudja ellátni. Azzal egész seregével behúzódott a városba. A Feljegyzések azt állítja, 250.000 talpas és 8000 patás fegyverforgató gyűlt össze, teljesítve kötelességüket. Természetesen Caesar erre fel volt készülve, hiszen szökevények és foglyok elmondták neki. Elrendelte, hogy kívül húzzanak fel egy második, csaknem 20 km-es erődítményláncolatot is a felmentősereg feltartóztatására. Ellátmánykészlete ugyanannyi időre volt elég, mint az ellenségé. Mégis az ostrom tovább tartott 30 napnál, úgy, hogy semmi esemény nem történt.  A településben az éhínség megoldásának kiagyalására megbeszélést hívtak össze. Az arvern hadvezér, Critognatus felszólalása volt a legimpozánsabb. Ő kötelezőnek vette az erősítés megvárását és intette bajtársait attól, hogy már most kirontsanak. Ajánlotta, hogy a koruk miatt harcra alkalmatlan emberekkel táplálják a védőket. A résztvevők megállapodtak abban, hogy azokat, akik nem bizonyultak hasznosnak a védelemben, elküldik. Így a mandubiusok, akik beengedték lakhelyükre a katonákat, sírva könyöröghettek a római őröknek feleségükkel és gyermekeikkel, hogy legalább rabszolgának fogadják be őket. Caesar mindenkinek megtiltotta, hogy ezt tegye. Ezután megjelent a nagy felmentősereg, négy vezérrel. Egyikük volt Commius, de Vercingetorix unokaöccse, Vercassivellaunus is köztük volt. Vercingetorix ezután ismét kitelepült a város elé, hogy kooperálni kezdjen velük. A következő napokban két nagy támadást is indítottak két oldalról, de a mesterien felemelt erődítések kibírták. A harmadik támadás volt a legdurvább, és ez döntötte el a csata kimenetelét. „...a gallok tudták, hogy elvesztek, ha nem sikerül áttörniük az erődítményeken; a rómaiak viszont tisztában voltak azzal, hogy minden megpróbáltatásuknak egy csapásra vége szakad, csak ezt az ütközetet megnyerjék.” A front legintenzívebb helye egy domb volt, mely nem tartozott az erődítményláncolatba. Itt jól megszorongatták a rómaiakat, ezért Labienusnak kellett odamennie hat cohorsszal, de még ez sem volt elég. Mikor ezt látta, Caesar további négyet, plusz két fél lovasegységet irányított oda személyesen. Az egyik felet eleresztette, hogy a kerülje meg a fortifikációkat. A gallok felismerték őt bíborpalástjáról és még erőteljesebben dulakodni kezdtek. Nem számítottak a nyergesek hátulról érkező támadására. Az ellen ekkor összeroppant. Csak nagyon kevesen tudtak visszaiszkolni a táborba, a legtöbbeket lóhátról levágták. Ezzel megpecsétlődött a felkelés sorsa. Hetvennégy zászlót raktak Caesar lába elé, sok vezér került zárkába. Vercingetorix számára a remény elveszett, a dezertáció hatalmas méreteket öltött. Holnap megadta magát, Caesar pedig követelte kiadatását. A Feljegyzések nem írja le pontosan hogyan kerültek a nagyvezérek egymás elé, de a hatásos részleteket kedvelő Plutarchos így tudja: a gall a legszebb hadifelszerelésekben jött meg gazdagon díszített lovon, és megkerülve az emelvényt, amelyen a győztes ült, letette fegyverzetét és szótlanul lába elé ült.

## A megmaradt ellenállás felszámolása

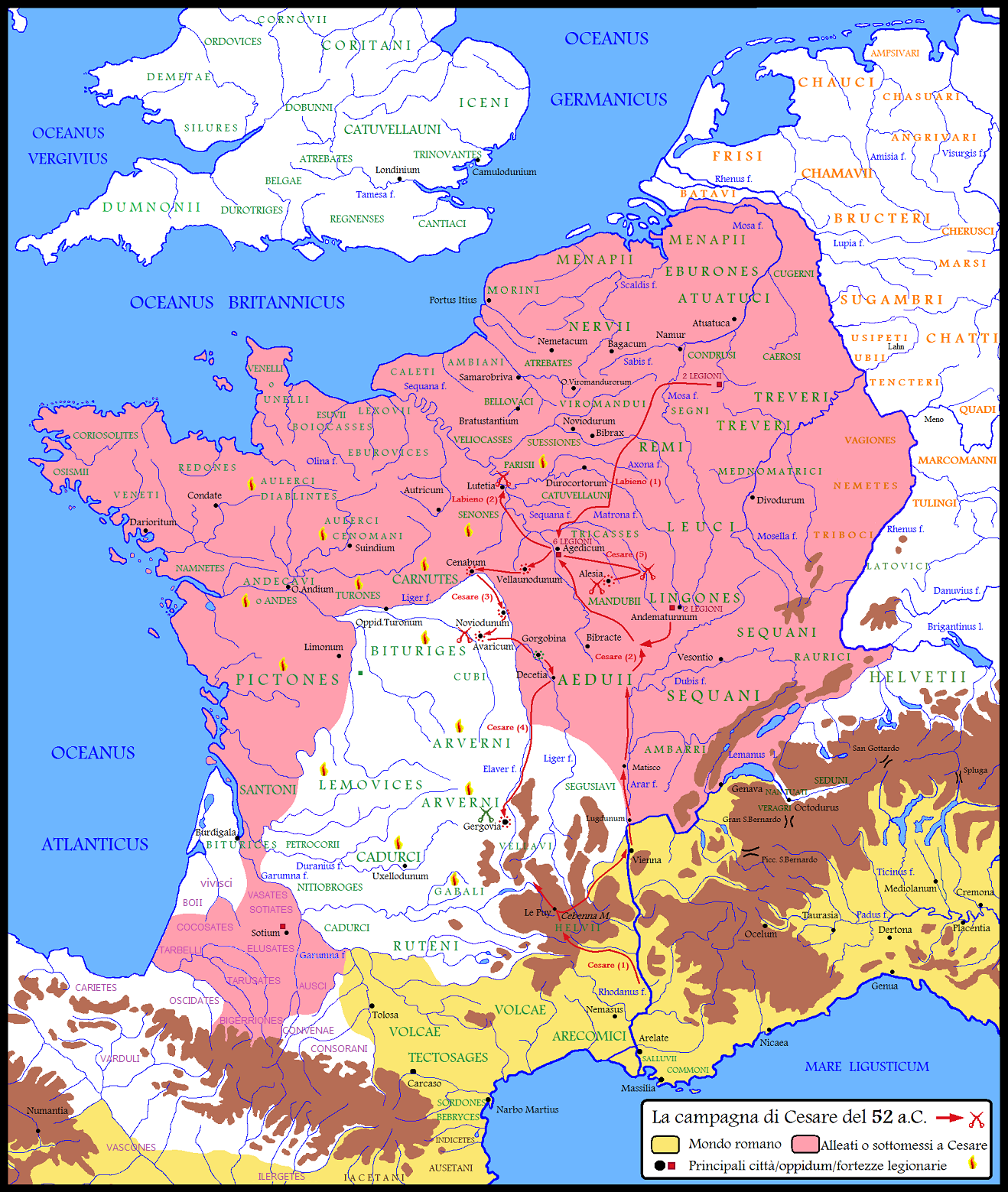
Caesar Kr. e. 53-as hódításai és 52-es hadmozdulatai, térképen

A hátországban húsznapos hálaadással ünnepelték a győzelmet. Vercingetorixot csak hat év múlva láthatták Caesar diadalmenetén, addig börtönben tartották és utána kivégezték. A hadicselekmények mégis Kr. e. 50-ig folytatódtak önállóan küzdő törzsek ellen. A Kr. e.-i 52-es év vége felé az aeduusok és az arvernek meghódoltak. Mindketten nagylelkű feltételeket kaptak: az aeduusok megtarthatták szövetségesi státuszukat (csupán a remusok és lingók mellett), az arvernek pedig, bár sok túszt kellett kiszolgáltatniuk, visszakapták a húszezer foglyot és továbbra is egymaguk intézhették belügyeiket. A dolgok alakulása továbbra is nehezen kiszámítható volt, ezért Caesar támaszt szeretett volna lelni ebben a két jelentős hatalomban.
A következő hadmozdulatok főként arra irányultak, hogy megelőzzék az összefogás újraéledését. Kr. e. 52-51-es év telén két légióval a biturigok vagyonos területén tűntem, gyorsan megadásra késztetve őket, majd a carnutusok felé folytatták útjukat. Azok már érkezte előtt elhagyták lakhelyeiket, hogy az erdőkben vagy szomszédos törzseknél húzódjanak meg. A meglehetősen kemény tél miatt a rómaiak Cenabumban tábort hoztak létre; de még a tél vége előtt továbbálltak. A bellovacusok ellen indultak, akik még az egyetemes népfelkelés idejében kijelentették, nem hajlandóak alávetni magukat közös vezetésnek és saját harcukat fogják megvívni. Ennek ellenére ez a harcias közösség komoly riválisnak bizonyult, más belga törzsek is csatlakoztak hozzájuk. Két hadvezérük volt: a tapasztalt bellovacus Correus, aki nagyrészt Vercingetorix taktikáival élt, valamint Commius, aki germán lovasságot is beszerzett.
Caesar négy légiós haderővel szállt velük szembe. Ezt utóbb két légióval bővítette, de még így is sokáig alulmaradt az összecsapásokban. Sikertelensége rontotta az otthon róla alkotott képet. Végtére sikerült meghatározó csatába szorítani Correust, akit le is győzött és meg is ölt. A belgák túszokat adtak és kérték, hogy kegyelmezzen nekik, mert a konfliktus „teremtője”, Correus már elesett. Hirtius beszámolója szerint az úgy felelt, hogy tudja jól, kényelmesebb a bűnt a halottakra hárítani, mindazonáltal megelégszik azzal a büntetéssel, amit a bellovacusok már magukra vettek.

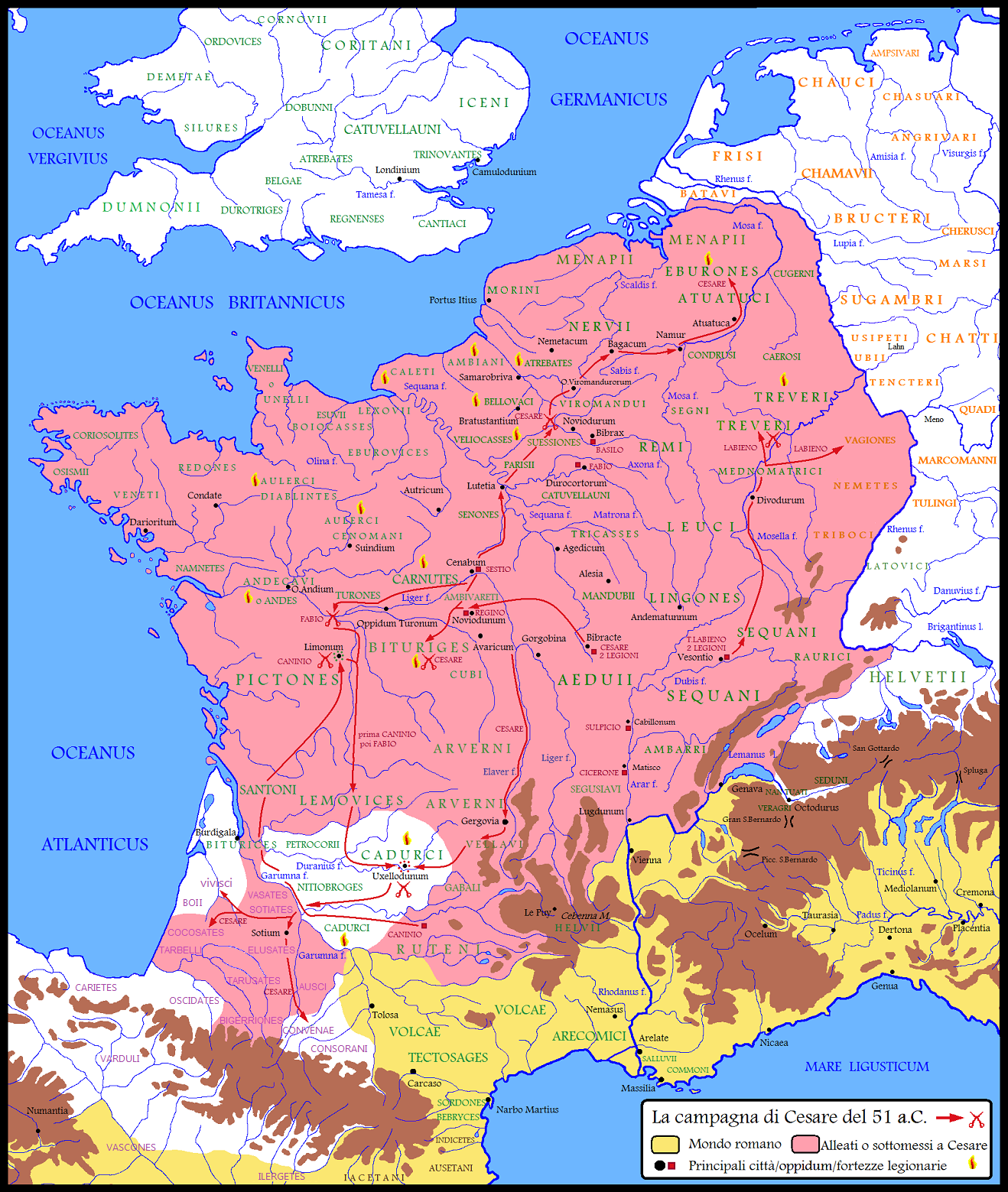
Caesar Kr. e. 52-as hódításai és 51-es hadmozdulatai, térképen

Caesar ezután tüzetesen felperzselte az eburók földjét, a többi zsarátnokot pedig Labienus, C. Caninius Rebilus és Q. Fabius Maximus legatusaira bízta. Ők a mai Bretagne-ban és Normandiában, illetve a Loire vidékén tevékenykedtek. A legelső letérdeltette a trevereket, Rebilus és Maximus meg sikeresen szembeszállt a pictókkal, akik körülzárták Lemonumot (a mai Poitiers-t). Az utolsó komoly súllyal bíró küzdelem a természet által jól elszigetelt Uxellodunum körül folyt. Ide Lucterius és egy bizonyos Drappes fészkelte be magát, aki kitaszítottakból, rablókból és felszabadított rabszolgákból szervezett sereget. Hosszú ideig tartottak az erőfeszítések, de Maximus jól végezte feladatát. Az egyik sikeres ütközetben Drappest is megölte, de nem tudta maximálisan kihasználni a pillanatot és megrohanni a várost, arra már nem futotta ereje. Caesar ekkor váratlanul megjelent. Éppen körbejárta a galliai közösségeket abból a célból, hogy megnyugvást keltsen. Helyeselte az ostrom folytatását. A védők csak akkor adták meg magukat, amikor az utolsó vízforrásaikat is elgátolták. Caesar vajszívűségét már mindenki ismerte, ezért nem rettent vissza attól, hogy levágassa azok kezeit, akiknél fegyvert találtak.
A hadvezér Aquitaniával folytatta utazásait és Gallia minden körzetében létesített egy téli szállást. Következőnek a Provinciába ment és bőkezűen megjutalmazta azokat, akik az utóbbi nehéz időkben valamilyen szolgálatot tettek Rómának. Nem kelt át azonban az Alpokon, hanem visszatért Belgiumba, hogy kijelöljön egy főhadiszállást. Nemetocennára (a mai Arras), az atrebasok városára esett választása.
Kr. e. 50-ben nem történt semmi különös. A télen főként javította kapcsolatait a törzsekkel. Megbecsüléssel kommunikált velük, a vezetőket nem terhelte tovább, ajándékokat hozott nekik. Ezáltal tűrhetővé tette a sorozatos vereségekbe elszontyolodott helyieknek a római fennhatóságot. Még tavasz előtt járt Gallia Cisalpina néhány körzetében, majd visszatért Nemetocennába, hogy a trever határnál ünnepélyesen megszemlélje az egész sereget. A gall háború lezárult.

## Hatás és értékelés

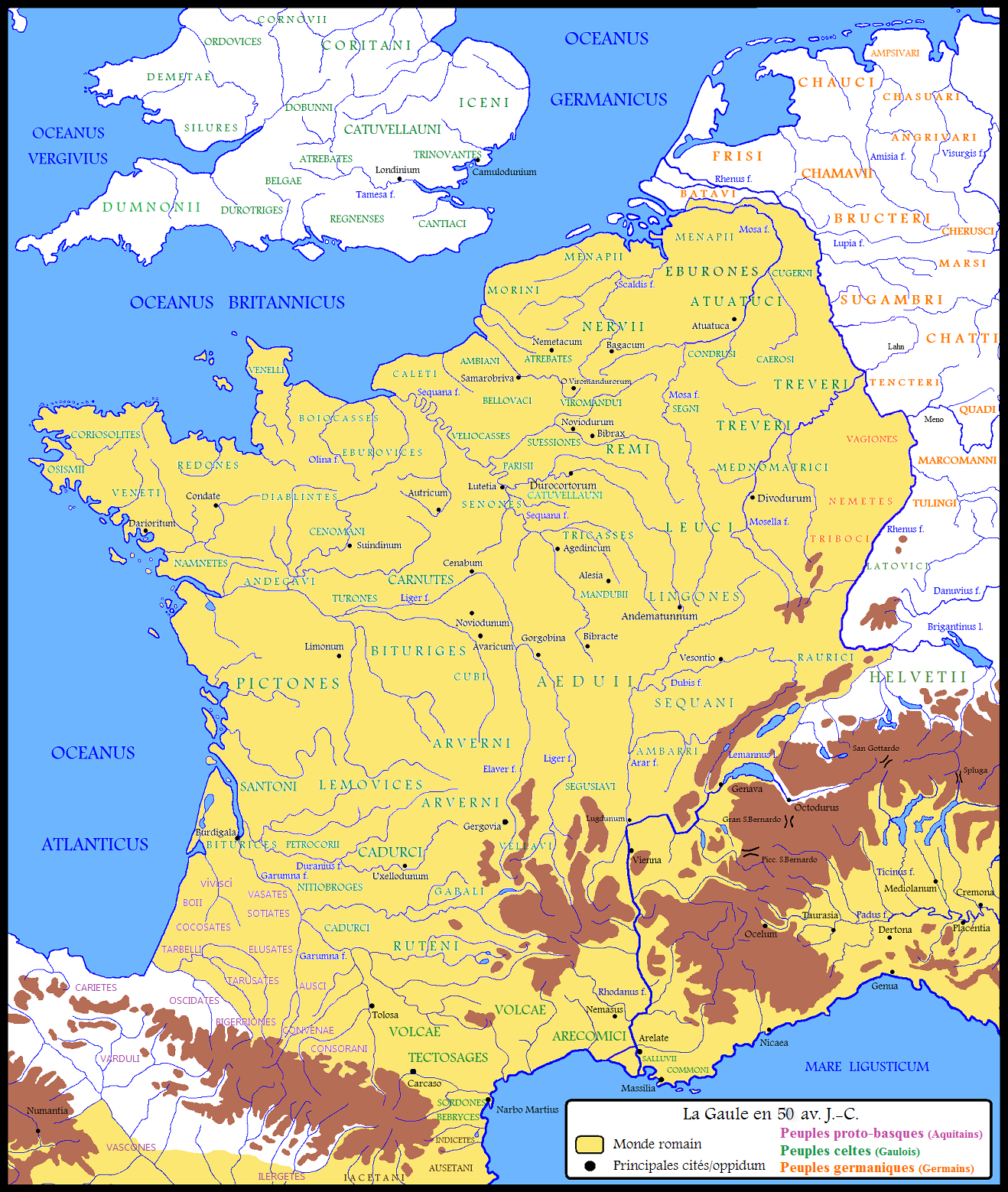
Gallia teljes római megszállás alatt, térképen

Nagyon nagy súlyú történelmi esemény ez. 500.000 km2, Plutarchos szerint 800 város 300 törzs került a Köztársasághoz, na meg Caesar 3.000.000 emberrel küzdött meg, ezeknek egyharmada elpusztult, szintén egyharmada rabszolga lett. Megszámlálhatatlanul sok volt a megszerzett arany, fogoly és állat. Fontszám árusították az aranyat, melynek az ezüsthöz képest 25%-kal esett az ára. A fővezér nemcsak talpra állt anyagilag, hihetetlenül nagy vagyona lett. Tisztjei, mint Labienus, sőt katonái is meggazdagodtak. Suetonius szemrehányást is tesz kapzsiságára, mert „az istenek ajándéktárgyakkal teli szentélyeit és templomait kirabolta, s a városokat is inkább a zsákmány kedvéért, semmint valamely bűnös cselekedetük miatt pusztította el”.
Szintén még tavasz előtt a győztesek lerakták a terület új közigazgatási rendjének alapjait és a kapcsolatrendszert Rómával. A három szövetséges törzsnek nem kellett adót (tributum) fizetnie. Tudjuk, hogy Gallia Comata évente 40.000.000 sestertiust, azaz 10.000.000 denariust dobott a kincstárba. Ez az összeg szerény, hiszen a hosszú és ártalmas háború kimerítette az országot. Persze a hadizsákmány sokszorosa volt ennek. Minden valószínűség szerint a meghódított földet adminisztráció terén Gallia Togatához csatolták. Theodor Mommsen történész szerint a hódítás akkora hatást gyakorolt a Földközi-tengerre, mint Amerika felfedezése. Az üzletemberek, kereskedők és uzsorások számára hatalmas távlatokat nyitott meg. Innen kezdődött a gallok romanizációjának erőteljes folyamata.
Az államformák, cliensviszonyok, politikai függési rendszerek megmaradtak. Teljes türelmességet tanúsítottak a kelta vallással és annak papjaival kapcsolatban. Mindössze a vezető rétegről gondoskodtak, hogy római orientációjú legyen. A kollaborátorok tisztségeket, pénzt és elkobzott földbirtokokat kaptak. Bár teljesen jól kiépült politikai és közigazgatási szisztéma nem jött létre, az intézkedések mégis tartósnak bizonyultak. Különösen kitartóan viseltetett Gallia a polgárháború alatt, pedig ekkor szinte nem maradt ott katona.
Caesar politikai-diplomáciai fogásai közül kiemelkedik egy jelszó: a kegyesség, azaz az emberi eljárás a legyőzöttekkel. A Feljegyzések folyamatosan említi régóta köztudott, magától értetődő, veleszületett tulajdonságként. Majd a polgárháborúban válik legszélesebben ismertté, és okozza legvégül a vesztét.
Caesar népszerűsége otthon ekkor érte el csúcspontját. Rengeteg pénze volt költekezni, hogy a közembereket elámítsa. Akiket azonban nem győzte meg ezen demagógiai stratégiája, azokban katonai és diplomáciai elérései keltettek rokonszenvet. Pl. a szónok Cicero Kr. e. 56-ban beszédében így kiáltott fel: „lehetek-e én ellensége annak, akinek jelentései, akinek hírei, akinek küldöncei napról napra újabb törzsek, népek, helységek nevével örvendeztetik meg fülemet?”
Hadviselésének sikerességét mozgékonysága és határozottsága adta. Az ókoriak úgy gondolták, ezen a téren senki sem versenyezhetett vele. Amikor legfeljebb 60.000-es seregével kellett szembenéznie az akár 250-300.000 főt is elérő felkelőkkel, minden a gyorsaságtól, az ellenfél erőinek megosztásától függött. Suetonius tudósítása alapján a leghosszabb meneteléseket is tempósan végezte, könnyűszerrel megtéve naponta száz mérföldet is. Teherbíróképességét is dicséri, hiszen inkább gyalog, néha lovon, fedetlen fejjel az esőben és tűző napon is a sereg élén haladt. A szüntelen ostrommunkálatokban is részt vett. De az óvatosság sem hiányzott belőle: nem vezette véletlen seregét olyan úton, ahol csapdát állítottak neki, mindig felderítette először a terepet.
Különösen kiemelkedett a katonáival való bánásban. Ügyesen szerkesztett és időzített beszédeivel meg tudta fordítani a hangulatukat. Ezekben nem egyszerűen harcosainak, hanem harcostársainak hívta őket. Személyesen emlékezett a centuriókra és a régóta szolgálókra. Többször hangsúlyozzák életrajzírói, hogy katonái között nem tett különbséget származásuk vagy pénzük alapján, csupán a bátorságukat figyelte. Arannyal és ezüsttel ékesített fegyverekkel díjazta a kitűnőket. Nem tűrte az engedelmetlenséget, rossz időjárásban és ünnepkor is masíroztatta őket. Ugyanakkor hibáik fölött sokszor szemet hunyt pihenéskor és győzelem után. A harcosok pedig mindenhova követték vezérüket, a kilenc évnyi küzdés alatt egyszer sem lázadtak fel ellene.

## Szakirodalom
- ↑ Utcsenko 1983: Utcsenko, Sz. L.. Julius Caesar ford.: Gődény Endre:. Budapest: Gondolat Kiadó (1983). ISBN 963 281 314 6
- ↑ Ferenczy 1992: Ferenczy, Endre, Maróti Egon, Hahn István.szerk.: Harmatta János: Az ókori Róma története. Budapest: Tankönyvkiadó (1992)
- ↑ Castiglione 1994: Castiglione, László. Az ókor nagyjai. Budapest: Akadémiai Kiadó (1984). ISBN 963 05 3684 6
- ↑ Kertész 1992: Kertész, István.szerk.: Benke Zsuzsa: Híres és hírhedt római caesarok. Kossuth Könyvkiadó (1992). ISBN 963 09 3544 9